# Edat moderna als Països Catalans
Els Països Catalans es van trobar durant l'edat moderna envoltats per la formació d'un poderós bloc feudal hispànic al sud-oest i la d'un poderós bloc feudal francès pel nord. Les poderoses monarquies veïnes van representar pels Països Catalans: 
- L'entronització de la dinastia Trastàmara. Amb l'entrada del adelantado mayor de Castilla, Diego Gómez de Sandoval, desfent el Parlament de Vinaròs, un exèrcit castellà entrava per primera vegada als Països Catalans.

- La reorganització institucional de Ferran el Catòlic, qui representava els interessos del bloc feudal hispànic o espanyol.
- La introducció de la Inquisició castellana per Ferran II, la qual en pocs anys deixà d'usar la llengua catalana i contribuí a la castellanització de la societat.
- El feudalisme hispànic derrotà les Germanies, en el cas de Catalunya la noblesa catalana no comptava encara amb el suport de cap bloc nobiliari hispànic. També l'expulsió dels moriscos estava -i és clar que ara i aquí no estem parlant des de l'òptica morisca- fou feta en base orientada a no perjudicar el poder feudal però perjudicava i debilitava la pagesia i la societat urbana.

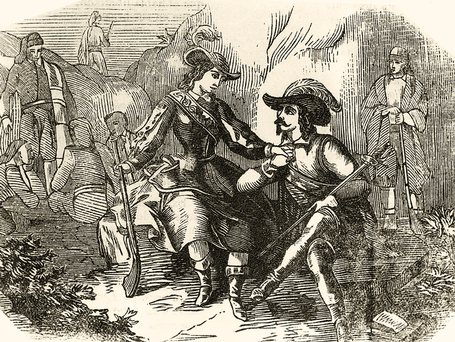
El bandolerisme de Serrallonga era de caràcter popular.

- El bandolerisme es pot interpretar com una resposta de rebuig al nou estat feudal. Es presenta d'una banda, un bandolerisme popular camperol i de l'altra un bandolersime nobiliari. El bandolerisme a Catalunya acaba amb la Guerra dels Segadors, al País Valencià durarà encara més.
- La Guerra dels Segadors (1640-1652) va ser una guerra de secessió de Catalunya pel malestar de com era tractada per Castella.
- Entre 1705 i 1715 els Països Catalans i Aragó defensaven un model polític diferent del borbònic centralista, volien un model federal i respectuós amb els territoris històrics.

El 1659 amb el Tractat dels Pirineus Lluís XIV de França va obtenir de manera definitiva la després anomenada Catalunya del Nord, si bé al principi aquest territori conservà certa autonomia amb l'arribada del segle xvii el rei francès va deixar clar que literalment, "li repugnava" l'ús de la llengua catalana en els seus territoris.
En l'àmbit social, el feudalisme, al segle xvii, si bé va quedar debilitat en el cas de la Catalunya Vella, però tanmateix sense desaparéixer mentre a la resta del territori de Catalunya, les Illes i al País Valencià, el feudalisme va seguir sent molt poderós.

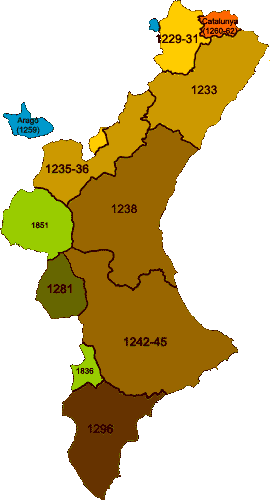
Mapa cronològic de la conquesta del Regne de València.

El procés de poblament del Regne de València va ser un procés llarg que no s'acabarà fins al segle xvii, després de l'expulsió dels moriscos. La població del Regne de València, des del principi, era d'origen divers (catalans, aragonesos, navarresos, d'Itàlia, etc.) encara que predominava la d'origen català i amb l'expulsió dels moriscos l'element catalanoparlant encara s'enfortí més. Al conjunt de la Corona d'Aragó els catalanoparlants representaven prop del 80% de la població.
La Guerra de Successió Espanyola i el triomf dels borbònics va significar la pèrdua de l'autonomia política dels Països Catalans i la imposició per la força de les armes del centralisme castellà. El 1707 el Regne de valència va ser ocupat per les forces borbòniques i va perdre també el seu dret civil propi. Després de l'11 de setembre de 1714 la Catalunya derrotada conservà, tanmateix, el seu dret civil.
Al conjunt dels Països Catalans durant el segle xviii, la distribució dels beneficis de la renda de la terra serà, encara, majoritàriament feudal situació més accentuada al País Valencià i Mallorca, però en el cas de Catalunya en acabar el segle xviii, la capacitat mercantil del Principat era més intensa i cap a finals del segle xviii, una part del capital acumulat va anar a la fabricació d'indianes, mentre que en canvi fracassaria la sederia valenciana, però Alcoi s'industrialitzà basant-se en el tèxtil de la llana i el treball familiar dels pagesos, més que no pas en el comerç colonial.

## El bandolerisme d'època moderna: s. XVI i XVII

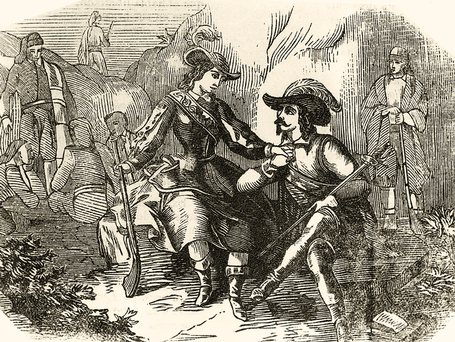
Serrallonga en un gravat romàntic idealitzat del

El fenomen del bandolerisme va tenir una importància singular en les societats mediterrànies. La seva presència és constant a Catalunya, País Valencià i Illes Balears. Tanmateix, generalment el terme bandolerisme s'ha utilitzat a casa nostra per denominar un fenomen amb característiques particulars que es va donar sobretot entre el final del segle xv i el finals del xvii. Aquest bandolerisme barroc o d'època moderna no era obra de simples lladres sinó que es configurava en diverses xarxes de relacions personals, que es justificaven en els costums feudals i el dret medieval (per exemple les pràctiques del deseiximent o de l'auxilium) però que també eren conseqüència dels canvis econòmics i socials de la nova era. Els bandolers no tenien per què ser lladres de camins, molts eren persones mobilitzades pel noble a qui pertanyien per tal de fer la guerra al seu enemic (el nyerro Perot Rocaguinarda, el canamunt Llorenç Coll…) i a vegades eren els mateixos senyors empobrits de la baixa noblesa que optaven per aquest mode de vida (Jaume Ruiz de Castellblanch…). De totes maneres sovint la convergència de factors és difícil de destriar (Joan de Serrallonga). La gran quantitat de quadrilles, el gran nombre de persones que les formaven, la longevitat que tingueren algunes i les motivacions que mostraren reflecteixen una transcendència que va més enllà del simple robatori.
Molt poc a veure tenia amb els tipus de bandolerisme que es van donar després, els segles xviii i xix. Després de la Guerra de Successió encara subsistien algunes quadrilles, que en més d'una ocasió eren formades per guerrillers resistents de la Guerra de Successió (Rotget a Mallorca, Carrasclet al Principat…). Tanmateix, en la societat de la Nova Planta el bandidatge aviat va passar a ser un simple fenomen conseqüència de la misèria (Jaume el Barbut…). Al segle xix aquest bandolerisme sovint es va configurar com una reacció guerrillera d'alguns personatges tradicionalistes i/o carlins (Panxa-ampla, Josep Agramunt, Narcís Abrés…).

## Guerra dels Segadors

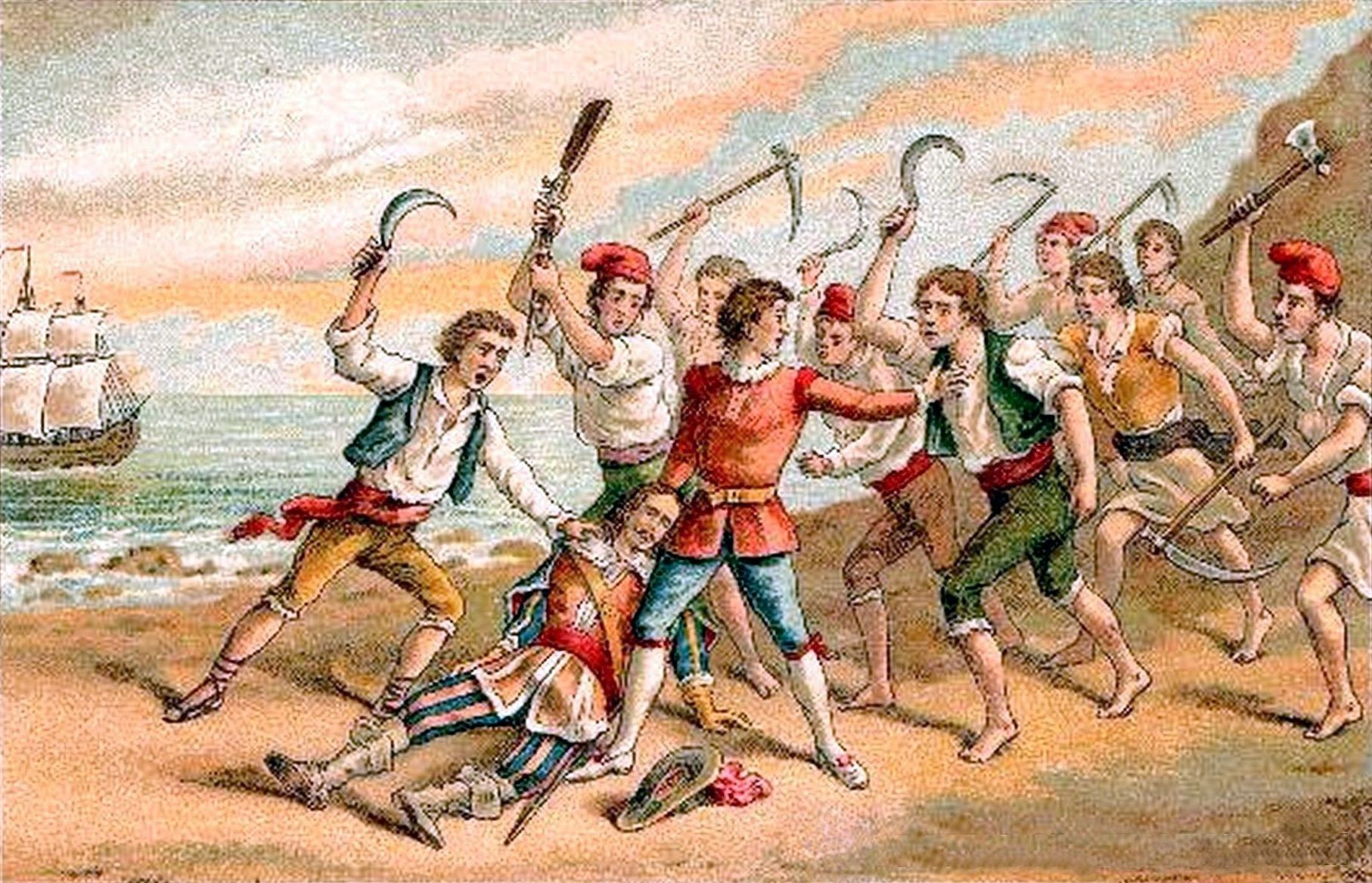
La Guerra dels Segadors, "Corpus de Sang" de H.Miralles (1910).

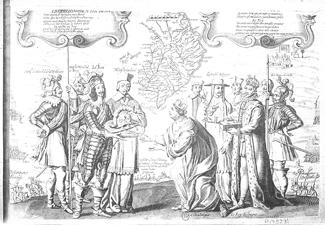
Imatge al·legòrica de la secessió de Catalunya i la integració a França.

La crisi econòmica, els nous impostos i les noves necessitats militars fan que es produeixi el primer intent secessionista de Catalunya. Les raons de fons són de dos tipus, en primer lloc per les anomenades "causes antigues" (reducció dels privilegis medievals de la noblesa des de la unió de la Corona d'Aragó i Castella, la no convocatòria i presidència de les Corts catalanes, la introducció d'alguns dels impostos que es pagaven a Castella, i la introducció a Barcelona de la Inquisició espanyola nova en substitució de la vella Inquisició que ja operava des de l'edat mitjana, i que va ser el model pel qual es va implantar la Inquisició a Castella en l'època dels Reis Catòlics), i "causes noves" (la presència en territori català de tropes estrangeres a sou del rei, considerant com a tals a castellanes i aragoneses necessàries per defensar les fronteres contra França en la guerra, però mai desitjables al teu territori, i l'exercici de càrrecs públics per persones no catalanes. I en segon lloc per la política centralitzadora del Comte-Duc d'Olivares, que pretenia unificar els regnes d'Aragó i Castella, reorganitzar i pujar el pagament d'impostos per mantenir la guerra dels trenta anys. Es pot resumir els principals problemes en la crisi econòmica, el malestar de la guerra, la presència de tropes per protegir la frontera contra França, donades als abusos dels exèrcits de l'època, i la petició de nous impostos i lleves per mantenir l'esforç militar durant la guerra.
Durant la guerra existent entre França i Espanya des de 1635, els francesos van envair el Rosselló al comandament de Condé i es van apoderar de la vila i la plaça de Salses. Els catalans van aixecar els seus sometents i van formar, amb ajuda de soldats reials, un exèrcit de 25.000 a 30.000 soldats al comandament del virrei de Santa Coloma, que va recuperar la plaça el 6 de gener de 1640, després del que Olivares va pretendre portar la guerra a l'interior de França i forçar la pau. Amb aquesta intenció es va ordenar una lleva forçosa d'uns 5.000 soldats catalans, enervant encara més els ànims, de manera que a mitjans de març els consellers (Pau Claris) i la Diputació van iniciar negociacions secretes amb el Cardenal Richelieu, primer ministre de França, que van ser ratificades a finals de maig. El 1640 comença la revolta d'Independència a Portugal amb suport de França i Anglaterra. Un gran èxit per a la diplomàcia internacional francesa que obre un nou front per les tropes del rei d'Espanya, que ja havia vist com començava una revolta a Nàpols i Sicília. El 22 de maig (1640) van arribar a Barcelona 3.000 camperols del Vallès armats i encapçalats pels bisbes de Vic i Barcelona. De retorn a l'Empordà, van assassinar als oficials del rei refugiats en els convents obligant-los a retrocedir cap al Rosselló cometent aquests, actes de venjança a Calonge, Palafrugell, Roses i altres pobles.
El 6 de juny, que era la festivitat de Corpus (dia que posteriorment ha estat recordat amb el nom de Corpus de Sang), els segadors van entrar a la ciutat de Barcelona a la recerca de treball a la sega, sent acompanyats per rebels armats, cometent diferents saquejos i assassinats, amb una resposta dels soldats del rei que capturen a un segador pròfug de la justícia per assassinat. La resistència dels segadors contra la detenció del seu company, els disturbis i combats posteriors i els incidents sagnants donen origen a la guerra civil entre els catalans reialistes i els catalans independentistes i que simpatitzaven amb l'esperit de l'aixecament, encara que l'aixecament va començar en un primer moment com una revolta contra les tropes del rei, contra la noblesa i la burgesia, que van patir nombrosos assalts, saquejos i assassinats a mans dels revoltats en els primers moments.
L'ambaixador francès, Du Plessis Besancon, es va reunir a Barcelona amb el president de la Generalitat de Catalunya, Pau Claris, amb la intenció de convertir Catalunya en república independent sota la protecció de França. Es va arribar a un acord mitjançant la signatura del tractat el 16 desembre de 1641 i Catalunya es va sotmetre a la sobirania del rei Lluís XIII de França. A finals de 1642 va morir Richelieu i, pocs mesos després, el rei Lluís XIII. Per la seva banda, Felip IV va prescindir del Comte Duc d'Olivares. Tot això va marcar un canvi de tendència en la Guerra i, encara que les tropes franceses van entrar a Catalunya com aliats dels catalans, aviat va ser evident per aquests que els soldats francesos es comportaven de la mateixa manera a com ho havien fet els de Felip IV. Un any després van ser recuperades Lleida i les comarques lleidatanes, que no van tornar a caure en mans franceses. El 1648 acaba la guerra dels 30 anys amb la Pau de Westfàlia, el que deixa lliures a les tropes del rei per intervenir en la revolta a Catalunya. El 1649 els reialistes van avançar fins a gairebé Barcelona, on el comportament dels francesos va fer inclinar la balança novament a favor de Felip IV produint fins i tot diverses conspiracions en aquest sentit, i cal destacar la protagonitzada per la senyora Hipòlita d'Aragó, baronessa d'Albi.
El 1651 Joan d'Àustria, va posar setge a Barcelona recuperant en menys d'un any Mataró, Canet, Calella, Blanes, Sant Feliu de Guíxols i Palamós. La Diputació general va reconèixer a Felip IV, provocant la fugida de Margarit (president de la Diputació després de la mort de Clarís) i els seus partidaris a França. La ciutat, en estat de pesta després d'un any de setge, es va rendir el senyor Joan d'Àustria l'11 d'octubre de 1652, poc després, el 3 de gener de 1653, Felip IV va confirmar els furs catalans, amb algunes reserves. La fi de la guerra es va saldar amb l'annexió del Rosselló, el Conflent, el Vallespir i part de la Cerdanya a la corona francesa, annexió confirmada en el Tractat dels Pirineus (1659), encara que en la Catalunya sota administració francesa els furs catalans van ser derogats el 1660 i l'ús del català poc després, incomplint el rei Lluís XIV de França aquest tractat.

## Tractat dels Pirineus i partició de Catalunya

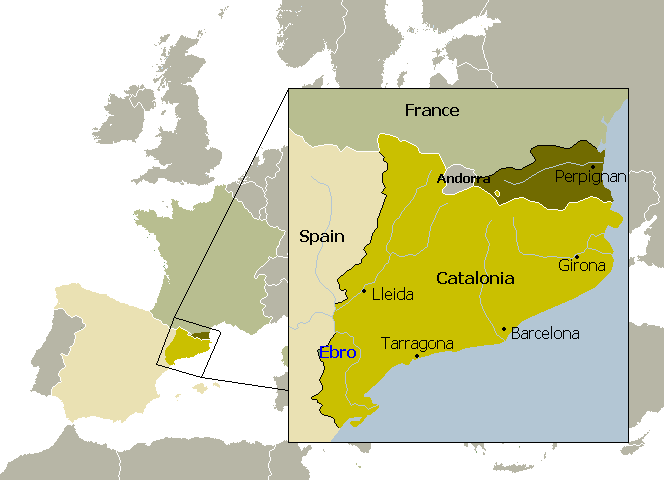
Partició de Catalunya el 1659.

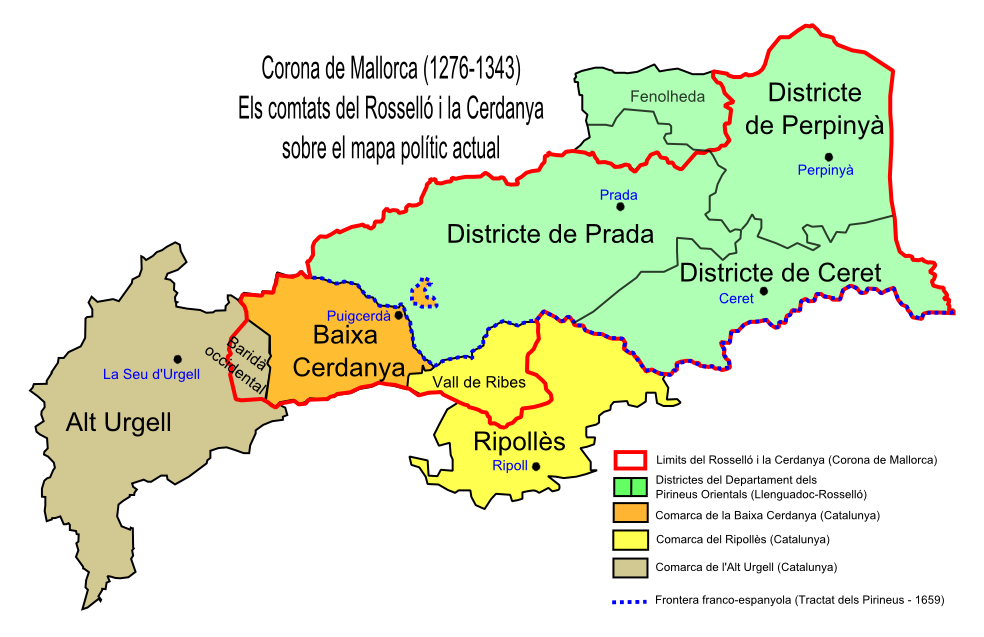
La divisió dels antics comtats del Rosselló i la Cerdanya entre les monarquies hispànica i francesa, sobre un mapa polític actual.

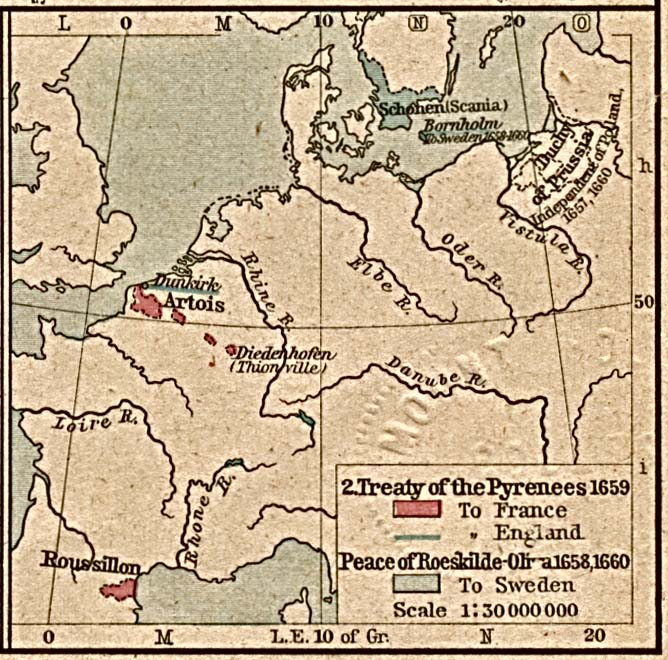
Efectes geopolítics del Tractat dels Pirineus.

El Tractat dels Pirineus (o Pau dels Pirineus) va ser signat el 7 de novembre del 1659 per part dels representants de Felip IV de Castella i III d'Aragó, Luis de Haro i Pedro Coloma, i els de Lluís XIV de França, Cardenal Mazzarino i Hugues de Lionne, a l'illa dels Faisans (al riu Bidasoa, als límits del País Basc Nord), tot posant fi al litigi de la Guerra dels Trenta Anys. Una de les conseqüències d'aquest tractat va ser la cessió a França del comtat del Rosselló i part del de la Cerdanya.
Felip IV va negociar aquest tractat sense consultar les Corts Catalanes ni els afectats. De fet, els ho va amagar oficialment fins a les Corts de Barcelona de 1702, tot i que va ser públic i notori des de 1660, tal com consta al Dietari de la Generalitat, on la Diputació va haver de fer una ambaixada al virrei per a "donar-li l'enhorabona de la feliç nova de l'ajustament de les paus entre Espanya y França". Els territoris afectats van conspirar durant anys per tornar a unir-se amb el Principat, i les autoritats catalanes també es van resistir a acceptar la partició, que no va poder fer efectiva fins al 1720.
El territori català es dividia així en contra de la voluntat de les institucions catalanes, contra el Jurament per les Illes, pel qual les terres de l'antic Regne de Mallorca no podien separar-se de les de la Corona d'Aragó, per la voluntat de la monarquia hispànica de cedir els territoris del nord de Catalunya a canvi de mantenir les possessions a Flandes. A diferència de Gibraltar o Menorca, cedides a Anglaterra el 1713 pel Tractat d'Utrecht, cap govern espanyol ha demanat la restitució dels territoris nord-catalans cedits en el Tractat dels Pirineus. Sovint es considera al Tractat del Pirineus com a part dels Tractats de Westfàlia, del que es considera una conseqüència.
Al segle xv França va ocupar els comtats de Rosselló i Cerdanya diverses vegades, i alguna ocupació duraria vint anys. Hi hagué setges importants contra la ciutat de Perpinyà, on els habitants rebien el sobrenom de menja-rates i des d'aleshores la ciutat té el títol de "Fidelíssima”.
El 1258 el tractat de Corbeil estableix una frontera entre Catalunya i els territoris de la corona francesa, situada a les Corberes, de manera que les comarques del Rosselló, el Capcir, la Cerdanya i el Vallespir queden a la banda catalana i la Fenolleda a la banda francesa.
Al segle xvii s'inicien els pasos que duran a la divisió de Catalunya. La monarquia hispànica, en guerra amb França, té tropes castellanes destacades a Catalunya, qui per ser malpagats es dediquen a fer robatoris, violacions i assassinats, la qual cosa crea descontent entre els catalans. En conseqüència, el 1640 la Generalitat de Catalunya comença una guerra de separació d'Espanya, anomenada la Guerra dels Segadors, que dura 19 anys. Finalment la guerra es perd, amb la qual cosa el país és ocupat al nord pels francesos i al sud pels castellans.

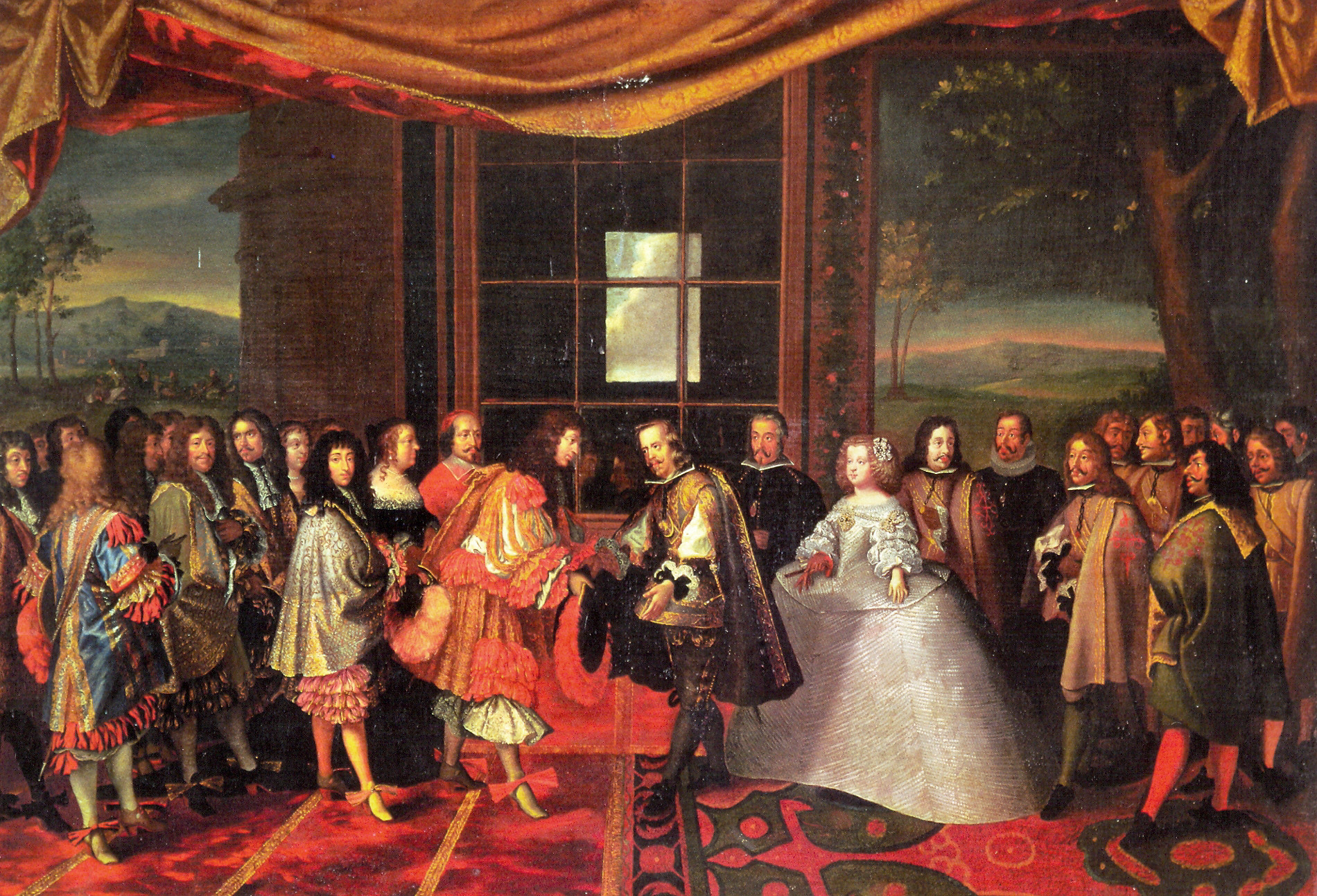
Escena retratada per Laumosnier que representa la signatura del tractat dels Pirineus amb Lluís XIV de França i Felip III d'Aragó a l'Illa dels Faisans el 1659.

El 1659, la frontera política actual, que elimina la del 1258, queda definida pel tractat dels Pirineus. A conseqüència de la signatura per part del rei d'Aragó del tractat dels Pirineus, el 7 de novembre de 1659, sense la preceptiva convocatòria de Corts, les comarques septentrionals catalanes foren cedides a França, amb l'excepció de la vila de Llívia. Felip IV va negociar aquest tractat sense consultar les Corts Catalanes ni els afectats i els ho va amagar, ja que no va notificar oficialment el tractat a les institucions catalanes fins a les Corts de 1702. Després de la separació de la Catalunya Nord del Principat el 1659, l'any 1660 es creà la Generalitat de Perpinyà. Aquest govern fou l'origen del que cent anys després seria el Consell General.
En aquesta època són importants les revoltes contra els francesos, sobretot per part dels anomenats Angelets de la terra a Ceret, que eren durament castigades.

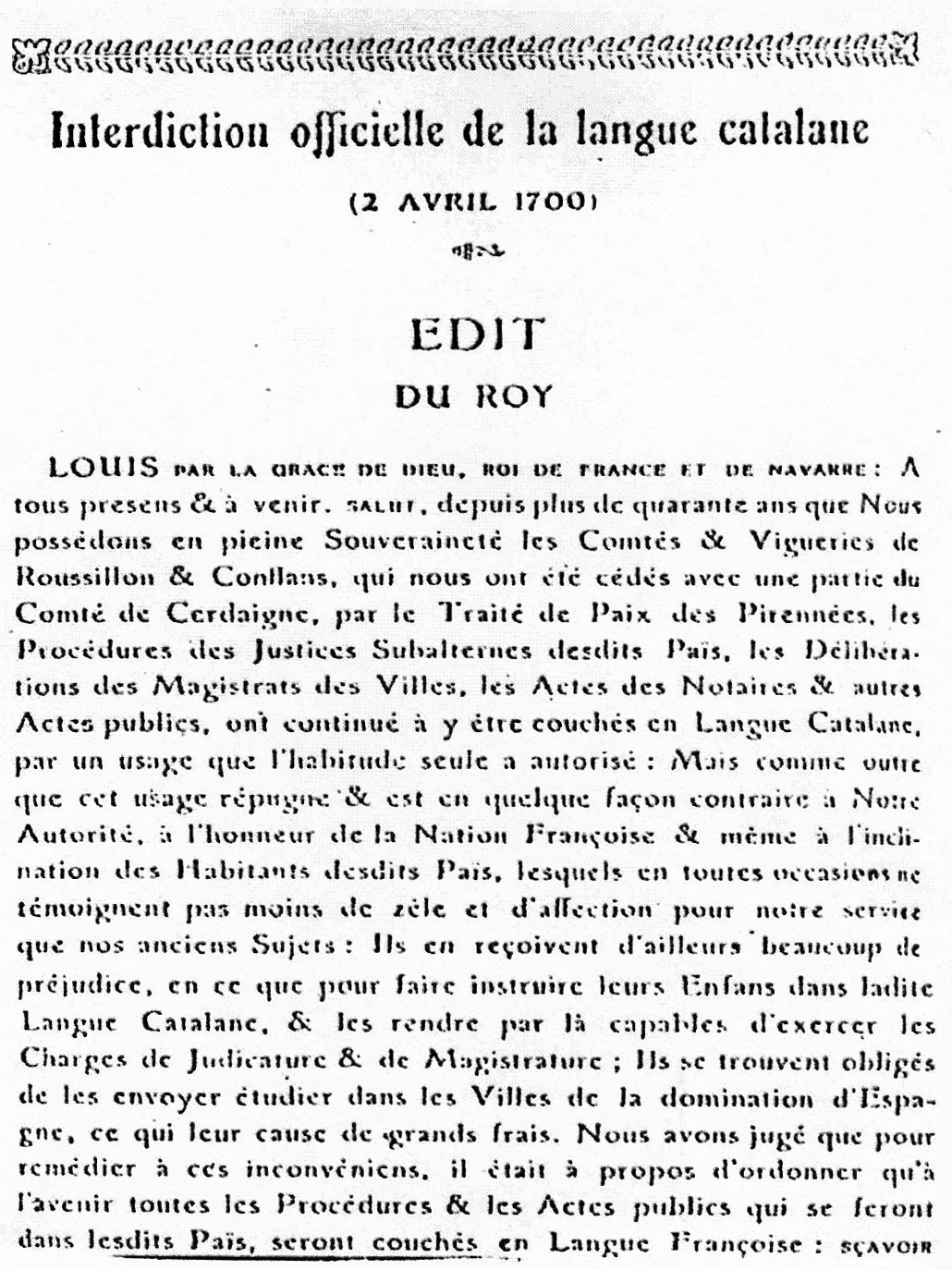
Decret de Prohibició Oficial de la Llengua Catalana a la Catalunya del Nord

Al segle xviii, arrenca una forta repressió contra la llengua catalana: cap funcionari podia excercir si no parlava francès; se substitueixen els monjos catalans per francesos; des de 1700, l'ús del francès en escrits públics és obligat. També van ser dissoltes les institucions catalanes (Generalitat, cònsols, etc.), malgrat que el mateix tractat preveia de conservar-les. Amb l'arribada de la Revolució Francesa (1792) s'intensifica la repressió del català.
La creació del departament dels Pirineus Orientals significà la formalització de la seperació de la Catalunya Nord de la del Sud, i un canvi radical en l'estructura administrativa del país. El departament va ser creat el 4 de març del 1790 en aplicació de la llei del 22 de desembre de 1789, junt amb els altres departaments francesos. Aquests són formats al voltant d'una vila important de la mateixa manera que les províncies espanyoles. Aquest primer consell era democràtic, si bé calia pagar un mínim d'impostos per votar.

## La Guerra de Successió i la pèrdua de l'autonomia política

### Període 1700-1705
La fi de la Guerra dels Segadors havia significat una retallada del poder de les institucions, ja que, després de la rendició de Barcelona a les tropes de Joan Josep d'Àustria el 1652, la corona havia assumit el control de la Insaculació, és a dir, el procés mitjançant el qual s'elegien els consellers de les institucions. Per altra banda, si el 1641 les tensions entre la corona i les institucions havien dut Pau Claris a proclamar Lluís XIII de França comte de Barcelona, a finals del segle xvii hi havia a Catalunya un fort sentiment antifrancès motivat pel record del Tractat dels Pirineus i dels intents de Lluís XIV de completar el seu domini de Catalunya amb l'annexió del Principat, objectiu que no abandonà fins a la signatura del Tractat de Ryswick (1697), poc després que els francesos haguessin arribat a ocupar Barcelona.
Durant el darrer terç del segle xvii, al Principat de Catalunya havia aparegut una nova classe social, semblant a la valenciana, composta per productors i exportadors, els quals aspiraven a desenvolupar un capitalisme comercial inspirat en el model d'Holanda. Aquest grup havia elaborat un projecte de recuperació, amb el qual Catalunya es recuperaria del període d'atonia i decadència que havia viscut des de finals del segle xv. L'objectiu d'aquest sector, conegut com a regeneracionista, era usar les Constitucions i les tradicionals institucions catalanes (la Generalitat, les Corts, el Consell de Cent) per promoure una regeneració social i econòmica del país. Una persona representativa d'aquest corrent regeneracionista fou Narcís Feliu de la Penya, autor del llibre "Fènix de Cataluña, compendio de sus antiguas grandezas y medios para renovarlas", publicat el 1683.
Malgrat tot, en un principi, els regnes de la Corona d'Aragó van acceptar com a rei Felip de Borbó, qui, entre 1701 i 1702, celebrà Corts de Catalunya -les primeres des de 1636- i jurà els furs i constitucions del Principat, i amb el nomenament de Carles III com a rei pels aliats es va llevar el 1703 a Catalunya els regiments de dragons Pons i Marimon, de Miquel Pons de Mendoza i Bernardí Marimon i de Corbera. Ara bé, els sectors regeneracionistes, recelosos d'un príncep francès com ho era Felip de Borbó i desitjant recuperar la llibertat que havien tingut les institucions catalanes abans de 1652, van començar a veure el suport a la candidatura de Carles d'Àustria com el mitjà per assolir els seus objectius polítics.

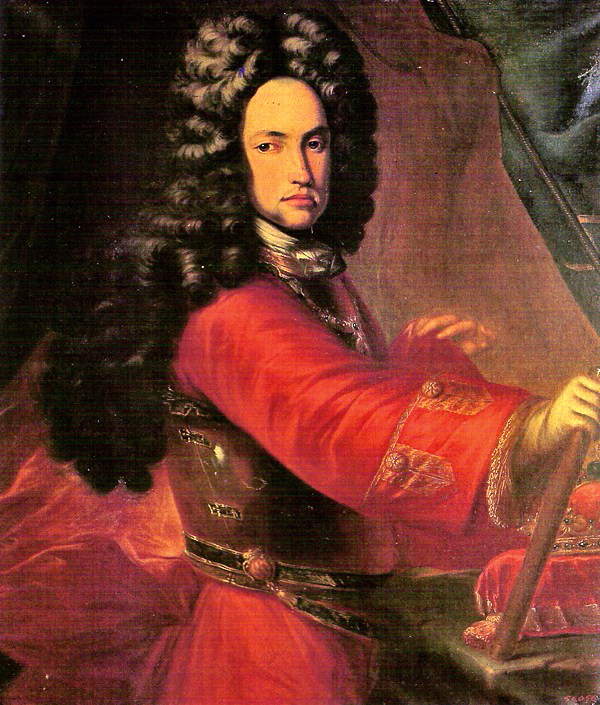
Carles d'Àustria, és a dir, Carles III de Castella i d'Aragó

### El triomf austriacista de 1705

#### L'expedició de 1704
El 27 de maig de 1704 un estol de 30 vaixells anglesos i 18 d'holandesos comandats per l'almirall Roorke i amb Jordi de Darmstadt al front, amb uns 1.200 soldats d'infanteria, es presentà davant de Barcelona amb la intenció de prendre-la per la força. Tanmateix, l'acció estava mal preparada, ja que no tenien ningú que els donés suport terrestre. La ciutat es posà a les ordres del virrei Francisco Fernández de Velasco, qui va sol·licitar la formació de la Coronela de Barcelona, amb cinc mil homes, per reforçar als set-cents infants i cent vuitanta soldats de cavalleria de la guarnició, entre la ciutat i Montjuïc. Per això l'estol fugí després d'haver bombardejat Barcelona el 31 de maig. A causa d'aquest fracàs, els aliats varen haver de canviar de tàctica i buscaven la manera de trobar suport per part de la gent del país per facilitar el desembarcament.
Mentrestant, els patricis i prohoms de la comarca d'Osona coneguts com "Els Vigatans", mantenien una forta oposició al virrei Fernàndez de Velasco, que havia substituït a Jordi de Hessen-Darmstat. El virrei, perseguia el grup de "vigatans" per uns disturbis produïts a Manlleu coneguts com "el conflicte dels molis". Assabentats d'això, els austriacistes compromesos pel desembarcament fracassat, entre els quals hi havia l'antic virrei en Jordi de Darmstadt, el noble Antoni de Peguera i el Dr. Domènec Perera, es posaren en contacte amb els "vigatans" a través del Dr. Domènec Perera, que era fill de Vic.

#### El Pacte de Gènova
Malgrat aquell primer fracàs del 1704, el Dr. Domènec Perera es posà en contacte amb el Dr. Llorenç Tomàs i Costa, canonge de Vic, rector de Sta. Eulàlia de Riuprimer, vicari general i màxima autoritat de la diòcesi per estar la sede vacante per la mort del bisbe Antoni Pasqual el juliol de 1704. I va ser el Dr. Llorenç Tomàs qui va convocar els principals caps vigatans a una reunió secreta a l'ermita de St. Sebastià (Sta. Eulalia de Riuprimer) la nit del 17 de maig de 1705. Allà els austriacistes catalans, signaren el Pacte dels Vigatans o Pacte de St. Sebastià, pel qual, atorgaven poders a en Domènec Perera i Antoni de Peguera i d'Aimeric per negociar amb el representant de la Reina Anna d'Anglaterra, Mr. Mitford Crowe, l'aixecament de sis mil homes armats per facilitar un nou desemparament a canvi de rebre ajuda militar i el compromís que Catalunya mantindria les seves llibertats, cosa que duia a reconèixer com a sobirà Carles d'Àustria. Un mes més tard, el 20 de juny de 1705, els comissionats Domènec Perera i Antoni de Peguera i d'Aimeric es reunien a la capital de la República de Gènova amb Mitford Crowe per tal de signar el Pacte de Gènova.
Segons l'expressió de l'historiador Ferran Soldevila, el desig dels austriacistes catalans era "canviar la seva situació dins la monarquia espanyola"

#### La Revolta dels Maulets
Des del 1704, Francesc Dàvila, qui probablement era un líder de la Segona Germania que havia escapat de la repressió, va trescar per tot el sud del Regne de València explicant als camperols que Carles d'Àustria estava disposat a abolir tots els drets dels nobles. Poc després del setge de Gibraltar (5 de setembre de 1704 - 31 de març de 1705), amb l'ajut de l'estol anglès, els austracistes conqueriren Dénia, on el Regiment de cavalleria Rafael Nebot es passà a la causa austriacista, i altres places com ara Alzira; quan Joan Baptista Basset desembarcà a Altea l'agost del 1705, on l'arxiduc fou proclamat rei de València, començà la revolta dels maulets.
La resta de l'exèrcit borbònic del Regne de València fou enviat a la defensa de Barcelona, deixant el regne indefens, i Basset va cavalcar des de Dénia a València passant Gandia i Alzira, sense trobar-hi cap resistència important. Quan els nobles borbònics o les fortaleses tractaren de resistir, hi trobaren vilatans armats que els forçaren a fugir-ne. El virrei, juntament amb el duc de Gandia, una llarga llista de nobles i botiflers començaren a fugir, no cap a València, sinó cap a Castella.
La ciutat de València va obrir les portes a l'exèrcit maulet sense resistència. Més aviat al contrari, l'entusiasme popular fou immens. Alhora arribaven notícies de l'alçament austracista al Principat, on les ciutats havien foragitat l'exèrcit "filipista", i de Barcelona, on el mateix Carles III havia desembarcat triomfalment. Això ajudà a escampar la revolta des de Vinaròs i Benicarló a Vila-real i Castelló, on els maulets es feren forts. Un cop Basset es va establir a València, on exercì de virrei en la pràctica, i amb la major part del regne sota el control dels maulets (çò és, camperols armats), la seua primera mesura va ser abolir tots els tributs senyorials.
Fins i tot va anar-hi més lluny i, amb la dubtosa legalitat del seu càrrec, va deixar de pagar tot impost a la corona. A més a més, va abolir el "dret de portes", un impopular impost sobre els productes de les colònies a València. Va tolerar —i en certa manera atiar— la persecució, l'arrest i l'expulsió dels ciutadans francesos, principalment mercaders, que eren considerats per la plebs com a enemics i pels mercaders locals com a perillosos competidors.
Òbviament, les relacions amb les Potències marítimes, aliades amb Carles III, es varen restablir, reprenent el tràfic de mercaderies com abans. Alhora, Basset i els maulets arrestaven i desallotjaven els botiflers més importants, requisant les seues possessions.
El domini dels maulets -pagesos revoltats- sobre l'austracisme valencià fou tan clar que un significat borbònic como ho era el pare Josep Manuel Minyana va decidir donar el títol "De bello rústico valentino" (=Sobre la guerra rural valenciana) al llibre que, anys després, va escriure sobre la història de la guerra de successió al Regne de València. Per altra banda, un cop acabada la guerra, molts nobles valencians es queixaren a Felip V que l'abolició dels Furs del Regne de València era una mesura injusta perquè, en la seva majoria, la noblesa valenciana se li havia mantingut fidel.
Com que l'exèrcit pagès dels maulets no era capaç de resistir els atacs de les forces borbòniques, Basset va demanar ajuda al rei, és a dir, a Carles III de Castella i d'Aragó, el qual va enviar a València un contingent anglès dirigit per Charles Mordaunt, Lord Peterborough, amb el qual també viatjà el comte de Cardona, encarregat pel rei de posar fi als excessos plebeus de Basset i els seus maulets; evidentment, l'abolició dels tributs de la corona privava Carles III dels seus ingressos del Regne de València. Així doncs, Cardona i Peterborough van empresonar alguns col·laboradors de Basset sota l'acusació d'haver confiscat indegudament béns dels francesos i dels botiflers; per altra banda, les autoritats reials van fer sortir Basset de València, on gaudia de força popularitat, enviant-lo primer a Alzira i després a Xàtiva, encoratjant-lo a prendre part en les lluites.
Durant les celebracions populars per l'entrada de Carles III a Madrid (27 de juny de 1706), Peterborough va enviar en secret tropes a Xàtiva, amb l'ordre d'arrestar Basset i empresonar-lo en una fortalesa en mans angleses. Ara bé, quan la notícia es feu pública, el poble es revoltà. A València els crits de "Visca Basset, abans que Carles III" demostraven, en cas de dubte, quin era el sentiment majoritari dels valencians. De fet, Peterborough va haver de girar els canons per fer-los apuntar a l'interior de la ciutat i controlar la plebs. Les manifestacions de protesta duraren dies, s'enviaren cartes al rei a Barcelona, i hi hagué arreu declaracions públiques en favor de Basset i les seues reformes; tanmateix, conscients que una victòria borbònica significaria la restauració del règim senyorial enderrocat el 1704, aturaren les protestes, creient que el rei Carles repararia la injustícia i alliberaria Basset quan anés a València.

#### Carles d'Àustria a Barcelona
El 1705, l'arxiduc Carles embarcà a Lisboa en direcció al Mediterrani. S'aturà a Altea, on fou proclamat rei i la revolta valenciana dels maulets s'estengué, liderada per Joan Baptista Basset. Mentrestant, animats constantment pel príncep Jordi de Darmstadt, escamots armats barraren el pas als borbònics a la plana de Vic, que són derrotats en el combat del Congost.
La flota de l'arxiduc, formada per 180 vaixells amb 9.000 soldats anglesos, holandesos i austríacs i 800 cavalls sota el comandament de lord Peterborough, l'holandès Shrattenbach i Jordi de Darmstadt, arribà a Barcelona el 22 d'agost de 1705.
Davant del setge dels austriacistes, les autoritats barcelonines es mantingueren fidels a Felip d'Anjou i proposaren formar la Coronela de Barcelona, mentre la població vacil·là; mentrestant, els vigatans s'alçaren i en baixaren uns 1.000 armats per unir-se al desembarcament, i en la Batalla de Montjuïc capturen la fortalesa, des de la qual bombardejarien la ciutat. Mataró es declarà per Carles i llevà un batalló per ajudar en el setge. L'ofensiva aliada per ocupar els països catalans continuà, caigué Girona, Josep de Nebot i Font prengué Tortosa i Tarragona el setembre, i Lleida caigué en mans de Manuel Desvalls i de Vergós el 23 de setembre,
Amb Barcelona envoltada de les tropes aliades el virrei de Catalunya Francisco Antonio Fernández de Velasco i Tovar signà la capitulació el 9 d'octubre; fou aleshores quan la ciutat s'aixecà contra Velasco. El 22 d'octubre entrà a Barcelona l'arxiduc Carles, que el 7 de novembre de 1705 jurà les constitucions catalanes i fou proclamat rei -Carles III-. València caigué en mans austracistes a finals de desembre i el castell d'Alacant aguantà fins al 1706.
Entre 1705 i 1706, Carles III va celebrar unes Corts catalanes a Barcelona en les quals va concedir moltes de les reivindicacions dels regeneracionistes, entre elles el control de les insaculacions. A més, hom havia proclamat Carles III rei del Principat i comtats de Rosselló i Cerdanya, indicant així una clara voluntat de recuperar els territoris perduts en el Tractat dels Pirineus. Per la seva banda, a Castella, els cercles borbònics van presentar les concessions atorgades per Carles III a les corts de Barcelona com si fossin un projecte de sotmetre tota la corona espanyola al domini de Catalunya.
El 3 d'abril de 1706, les tropes borbòniques posaren setge a Barcelona amb un contingent de 18.000 soldats comandats per René de Froulay de Tessé i amb l'estol del comte de Tolosa. Felip de Borbó mateix acompanyava l'expedició i va arribar a establir-se a Sarrià. Per defensar Barcelona, l'arxiduc Carles comptava amb 8.500 homes: 4.500 membres de la Coronela, 2.000 infants entre britànics, alemanys i holandesos, uns 1.000 catalans regulars enquadrats en el Regiment de Reials Guàrdies Catalanes i el regiment de Barcelona i un miler més de voluntaris catalans. A més uns 400 dragons, 250 catalans i la resta anglesos. El 19 d'abril la fortalesa de Montjuïc és atacada però resisteix fins al dia 26, quan cau en mans borbòniques. Poc després, dos mil homes de Lord Peterborough aconseguiren entrar a Barcelona en barques de pescadors, superant el bloqueig de la flota del comte de Tolosa. Cap al 8 de maig, semblava imminent l'assalt a Barcelona per les tropes borbòniques, però, en saber-se la notícia de l'arribada de la flota aliada anglo-holandesa comandada per John Leake procedent de Gibraltar amb 56 naus i uns 10.000 soldats, els borbònics, que podien haver presentat batalla, fugiren en un complet desordre fins al punt que Felip d'Anjou hagué de passar a França des del Rosselló i tornar a Espanya per Navarra. En aquestes circumstàncies, Carles III va poder entrar a Saragossa i proclamar-se rei; aleshores, a l'Aragó, només Tarassona i Jaca es mantenien lleials als borbònics.

### Guerra de Successió a Mallorca
La Guerra de Successió Espanyola (1701–1713/1715) en el Regne de Mallorca va tenir un primer moment de domini borbònic (1701-1706) i una segona etapa d'identificació amb la posició del conjunt de regnes de la Corona d'Aragó, fins a la capitulació de la ciutat de Mallorca davant l'exèrcit hispanofrancès dirigit per François Bidal d'Asfeld.
La proclamació del nou rei Felip V, el març del 1701, es va celebrar amb tota normalitat a Mallorca. El 1701 s'havia canviat el virrei i el bisbe i els nous eren partidaris dels borbons. Un cop començada la guerra, aquestes autoritats borbòniques enviaren soldats a Cadis i a Menorca, aclaparades davant l'esquadra angloholandesa. Fins i tot es va fer una talla per a pagar el reclutament de soldats per anar a defensar Menorca.
Malgrat l'aparença de fidelitat a la causa borbònica, sembla que el poble de Mallorca, de manera molt majoritària, no tenia cap simpatia per Felip V. Segons la historiografia més usual la divisió de la societat mallorquina es definiria de la següent manera:
- Partidaris de Felip V: mercaders, menestrals dependents dels mercaders, els dominics, els jesuïtes, molts de xuetes i els nobles que comerciaven.
- Partidaris de l'arxiduc Carles: franciscans, ciutadans amb càrrecs intermedis a l'administració, pagesos (tant els grans propietaris com els petits), menestrals no relacionats amb el comerç i l'altra part de la noblesa.

Estaben atribueix a la presència d'una guarnició francesa a la ciutat de Mallorca la continuïtat del domini de Felip V sobre Mallorca. Es varen detenir persones acusades de simpaties amb l'arxiduc i es va declarar la guerra contra l'aliança austracista (1704). Les crisis de subsistències de 1703 i 1705 provocaren protestes entre la població urbana.

#### La flota de Leake davant la ciutat de Mallorca

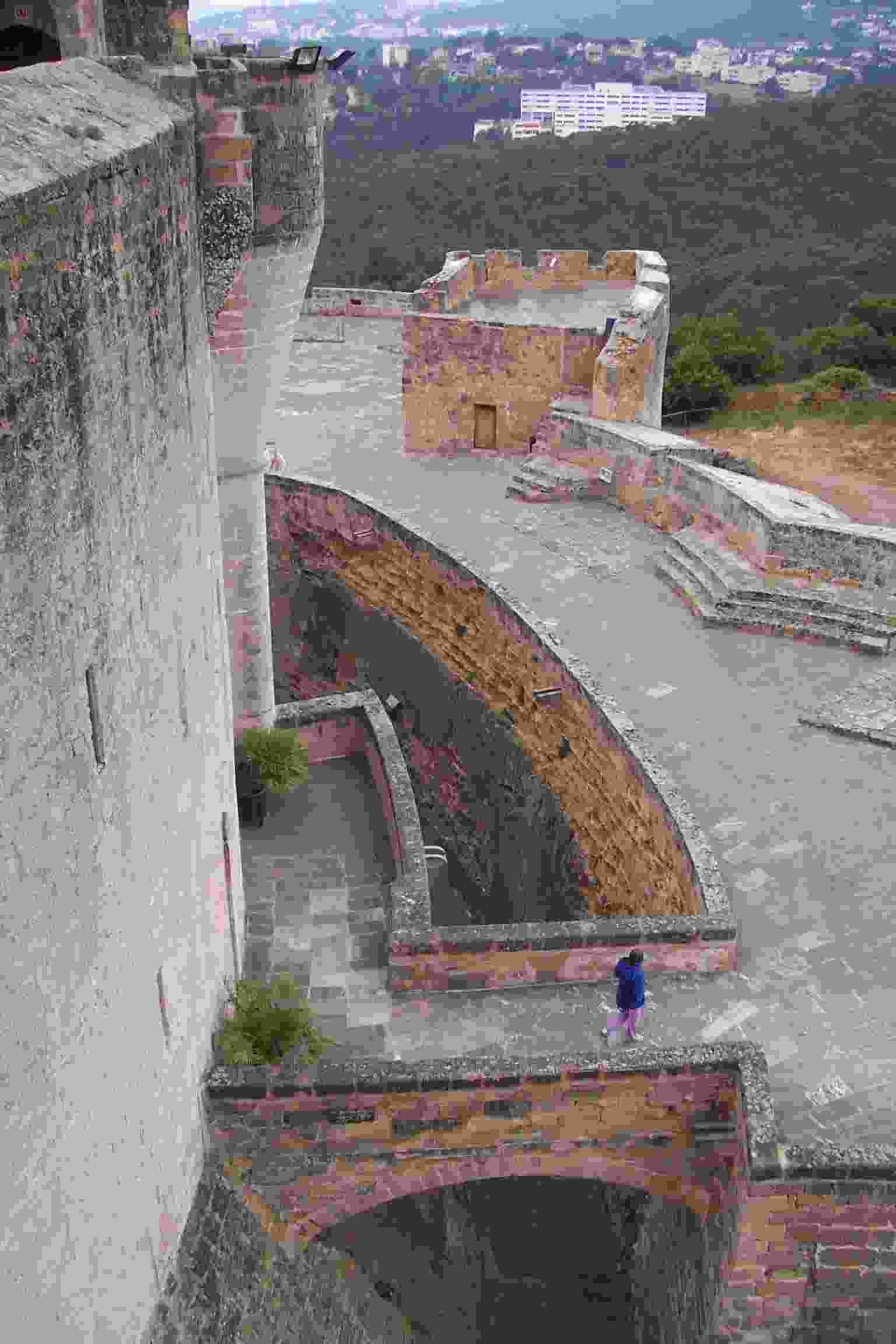
Castell de Bellver. Portal interior, vall, revellí i barbacana, al fons

El 24 de setembre de 1706 l'esquadra anglo-holandesa dirigida per l'almirall Leake i formada per vint-i-vuit vaixells, s'instal·là a la badia de Ciutat i en demanà el lliurament. El virrei, Baltasar Cristóbal de Híjar, comte de la Alcudia, rebutjà les pretensions de Leake, però a l'hora de preparar la defensa es trobà que les forces militars integrades per naturals del país es negaren a combatre (la milícia ciutadana, companyies dels dos-cents, cavalleria i artilleria de la Universitat i reial), d'acord amb l'estat d'opinió de la societat mallorquina, nítidament favorable a la causa de l'arxiduc. El virrei intentà la defensa mitjançant la guarnició francesa (que ocupava les fortaleses de Sant Carles i el Castell de Bellver), la qual cosa provocà que dues companyies de milícies, situades en els bastions de Sant Pere i de Moranta, esclatassin en crits a favor de Carles III. El motí es va estendre a la marineria i començà un avalot antifrancès en el qual els artillers arribaren a desmuntar les seves peces per impedir accions de defensa. Aquest estat de coses va forçar el virrei a capitular a canvi de l'evacuació de la tropa francesa, juntament amb ell mateix i altres filipistes destacats. La capitulació del regne, negociada pel Gran i General Consell, no va ser més que una formalitat.

#### Mallorca austriacista
El virrei del Regne fins al novembre de 1709 fou el comte de Savellà, vengut amb la flota aliada duent ja els documents que l'acreditaven com a plenipotenciari a l'illa. Hi hagué intents de saqueig de les cases dels botiflers, però l'exèrcit de l'arxiduc ho impedí. El jurat en cap botifler, Marc Antoni Cotoner i Sureda Vivot, renuncià al càrrec. Alguns nobles s'exiliaren o foren desterrats, com el bisbe La Portilla. El primer acte del comte de Savellà va ser la jura solemne, en nom de Carles III, dels furs i privilegis del regne.

#### La conspiració filipista de 1711
Un grup de botiflers, encapçalat per Joan Sureda, el marquès de Bellpuig, Berga, el canonge Salas, la família de mercaders Ballester i el sergent major, intentà sense èxit derrocar les autoritats austracistes. La conspiració fou descoberta i avortada. Joan Sureda fou duit a Barcelona i condemnat a pagar una multa important.

#### Les Illes Balears, el darrer reducte contra francesos i espanyols
A partir de setembre de 1714, després de l'heroica resistència de Barcelona al setge de l'exèrcit de les dues Corones, sols restava el Regne de Mallorca (amb Menorca ocupada pels britànics). Malgrat les ofertes de rendició Mallorca, sota la direcció de Josep Antoni de Rubí i de Boixadors, marquès de Rubí, es preparava per a la resistència reclutant més homes, aprovant una talla per recaptar 70.000 lliures, organitzant militarment l'illa i incorporant un contingent de soldats (sobretot alemanys) equipats de material bèl·lic.

#### Arriba l'estol borbònic comandat pel cavaller d'Asfeld

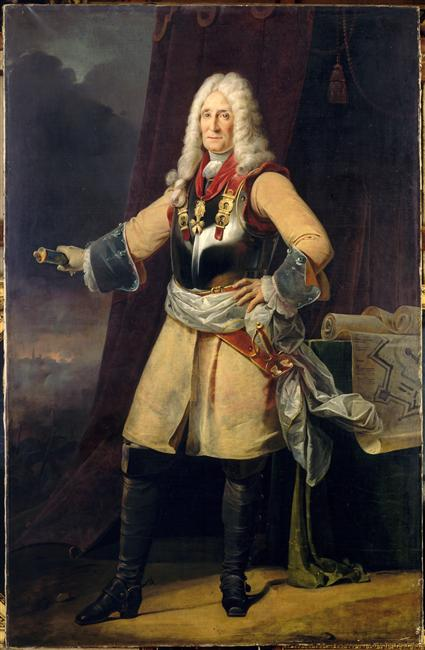
Claude François Bidal, marquès d'Asfeld

L'estol filipista dirigit per François Bidal d'Asfeld desembarcà amb èxit el 15 de juny a Cala Llonga (Felanitx). Estava constituït per uns 12.000 homes. La ciutat de Mallorca va capitular el dia 1 de juliol i d'Asfeld entrà a la ciutat l'11 de juliol. En les capitulacions els guanyadors es comprometien a respectar la vida i els béns dels vençuts i a decretar una amnistia general, però la conservació del règim polític i jurídic del regne es deixava a la decisió de Felip V.

#### Conseqüències del sotrac bèl·lic
El que estava en joc era la supervivència de Mallorca com un regne autònom, tal com havia estat els darrers cinc segles. S'estava a punt d'entrar en un règim absolutista centralitzat. La jugada de gran part de la noblesa mallorquina va ser posicionar-se a favor del bàndol guanyador per tal de mantenir una hegemonia que s'havia reforçat a les lluites socials dels segles XV i XVI (per això es guanyaren el nom de botifarres). La repressió personal i econòmica sobre els austracistes no va ser significativa comparada amb les conseqüències institucionals de l'inici del règim borbònic, amb la reorganització centralista i absolutista de l'estat a partir del Decret de Nova Planta.

### Canvis de mans de Menorca
El 1704, 300 homes de part borbònica, que pertanyien al Batalló de Mallorca, arriben al castell de Sant Felip de Maó per a reforçar la guarnició. Menorca, abassegada per la forta guarnició espanyola que ocupava l'illa es declarà per l'arxiduc, que fou nomenat rei de l'illa el 20 d'octubre de 1706. La lluita entre carlistes i filipistes durà tres mesos, fins que el gener de 1707 Felip V envià un batalló de reforç as governador Diego Leonardo Dávila, que tornà a controlar s'illa
Entre 1705 i 1708 domina a Menorca el bàndol borbònic. Llavors, el primer governador general de Menorca era Francisco de Luna y Cárcamo i l'ajudava el tinent coronel d'Infanteria, Francisco Falcó. A finals de setembre de 1706, va arribar a les Balears una esquadra angloholandesa governada per l'almirall anglès sir John Leake. Primer visità Eivissa, passà per Mallorca i acabà per atracar a Menorca. La missió de l'almirall anglès era recolzar Carles III entre els territoris que encara dubtaven a qui governant escollir i intimidar els borbònics per fer-los capitular.
La nit de 17 d'octubre a 18 d'octubre de 1706, el brigadier espanyol, Jerónimo Pérez de Nueros y Pueyo, abandonà Ciutadella i es fortificà dins el castell de Sant Felip, a prop de Maó, d'on era castellà. Pérez de Nueros havia substituït en el seu càrrec as governador general de Menorca, és mariscal de camp Francisco de Luna y Cárcamo. Començava s'aixecament austriacista de Menorca.
El 20 d'octubre de 1706 el líder del bàndol austriacista a Menorca, és menorquí Joan Miquel Saura Morell, proclamà des de Ciutadella que el seu rei era Carles III i fou proclamat nou governador i capità general de Menorca. Prest, Saura reuní els jurats de la Universitat General i els principals homes de poder de Ciutadella. El 23 d'octubre de 1706 posaren setge al castell de Sant Felip, a Maó. El 26 d'octubre de 1706 Saura envià al castell de Sant Felip tres síndics maonesos per entrevistar-se amb Pérez de Nueros. Més endavant caurà el castell de Sant Felip i, després, el castell de Fornells, punts forts dels borbònics que passaren a mans dels carlistes.
Caigut Saura, el nomenament de governador de Menorca caurà en el coronel Diego Leonardo Dávila, que durarà fins al 1707. Dia primer de 1707 una petita flota francesa, de cinc naus, recalà a migdia, bé davant de l'Illa del Rei, al port de Maó, governada pel comte de Villars per a posar fi a aquell succés insostenible. El març de 1707, Dàvila va abolir els privilegis de s'illa, va suprimir la insaculació i designà nous jurats i consellers.
Anglaterra, que no perdia de vista ses seves ambicions d'instal·lar-se fermament a la Mediterrània, ocupà Menorca quan John Leake desembarcà en nom de Carles III el 29 de setembre de 1708. Entre 1708 i 1713 dominaran Menorca els austriacistes amb la governació dels anglesos que ocuparen Menorca aquell mateix any. Cap al 1710 durant la guerra entre Carles VI del Sacre Imperi Romà i Felip V, els ministres britànics negociaren amb França la sobirania sobre Menorca. Menorca era per als britànics un punt estratègic de consideració i no renunciarien a ella, ja que a més era el seu botí de guerra. Gràcies a la seva ajuda estratègica amb homes i doblers a l'emperador Habsburg, volien a canvi una recompensa i se'n van fer amb Gibraltar, Menorca i concessions comercials a Amèrica.

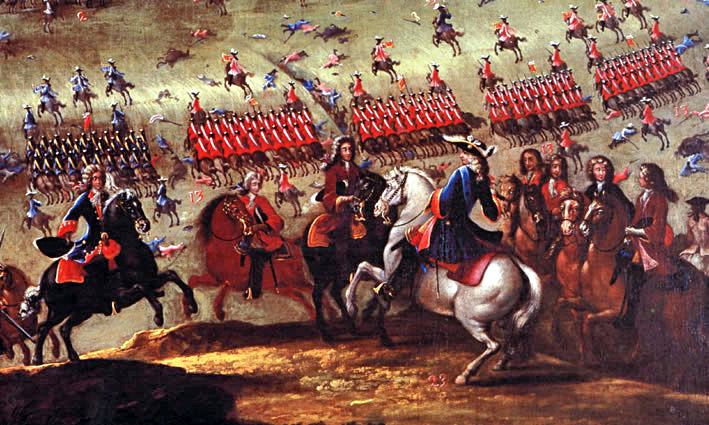
Batalla d'Almansa

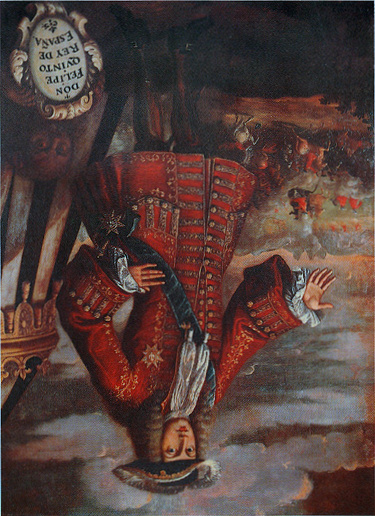
Imatge de Felip V, cap per avall, tal com està al Museu de l'Almodí de Xàtiva.

### La Batalla d'Almansa
L'ofensiva borbònica contra el sud valencià s'inicià l'octubre de 1706, quan les forces de Luis Belluga y Moncada, que ja havien impedit la conquesta austracista de la ciutat de Múrcia a la batalla de l'Hort de les Bombes, s'uniren a les del duc de Berwick, el comandant en cap borbònic, i feren caure Cartagena, Oriola (el dia 11) i Elx (el 21 d'octubre), però la presència de l'exèrcit aliat a Alacant no permetia als borbònics continuar cap al nord. Per altra banda, després
d'haver estat expulsades de Madrid pel duc de Berwick, les tropes austracistes es retiraren cap al Regne de València. Llavors, Berwick es dirigí cap a Múrcia per recuperar Cartagena i mirar d'apoderar-se del sud valencià. El 8 de febrer de 1707 desembarcaren a Alacant 8.000 holandesos de reforç, i al febrer foren vençudes Xixona, Novelda i Elda. La decisió de Carles III de tornar a Barcelona significà un problema a l'exèrcit aliat, que fou privat d'una part considerable d'homes amb Berwick a les portes del Regne. El 8 d'abril, les tropes del comte de Galway i d'António Luís de Sousa, marquès das Minas, es concentraren a la Font de la Figuera i l'11 arribaren a Cabdet, des d'on entraren a Castella, a l'encalç de l'exèrcit borbònic. A Montealegre (Albacete) l'avantguarda aliada sorprengué els borbònics en retirada i la població fou presa. Berwick sabé esperar el moment oportú refugiat a Almansa, on arribà el 21 d'abril, mentre els austriacistes prengueren Villena el 22, després d'un setge de cinc dies.
A la batalla d'Almansa (25 d'abril del 1707), les tropes filipistes van vèncer les de Carles III; a continuació, l'exèrcit es dividí en dues columnes. La primera, comandada pel mateix Berwick, va prendre València, i la segona columna, liderada per François Bidal d'Asfeld, va començar cremant i destruint Xàtiva, a la qual canviaren el nom pel de San Felipe, i va continuar amb la presa d'Alcoi el 8 de gener de 1708, Dénia el 17 de novembre de 1708, i el castell de Santa Bàrbara, a Alacant, el 19 d'abril de 1709. Per altra banda, els borbònics entraren també a Saragossa el 26 de maig del 1707; poc després, l'exèrcit del duc d'Orleans va assetjar Lleida, que va caure el 14 d'octubre de 1707, i Tortosa, que ho va fer el 15 de juliol de 1708.

### La Nova Planta absolutista de València
La segona part del Reial Decret de 29-VI-1707 establia com serien governats a partir d'aleshores ambdós territoris. Invocava, novament, la seva voluntat que tots els seus dominis «es redueixin a les lleis de Castella, i a l'ús, pràctica i forma de govern que es té i ha tingut en ella i en els seus Tribunals sense cap diferència». L'abolició dels furs significava també que quedaven abolides les jurisdiccions pròpies dels valencians i els aragonesos, quedant abolits els privilegis d'estrangeria dels dos estats de la Corona d'Aragó. El fet de perdre la pròpia jurisdicció era presentat en el decret no com una pèrdua, sinó com un avantatge, assenyalant que a partir d'aquell moment «podent obtenir per aquesta raó els meus fidelíssims vassalls els castellans oficis i càrrecs a Aragó i València, de la mateixa manera que els aragonesos i valencians han de poder d'ara endavant gaudir-los a Castella sense cap distinció».
Aquesta disposició era explícitament presentada com una recompensa als seus súbdits castellans per haver-li estat fidels «facilitant jo per aquest mitjà als castellans motius perquè acreditin de nou els efectes de la meva gratitud, dispensant en ells els majors premis, i gràcies tan merescudes de la seva experimentada i copel·lada fidelitat», i interpretava que pels aragonesos i valencians també seria un avantatge. A la pràctica però, allò que succeí fou que els castellans, que tenien una majoria demogràfica notable respecte de valencians i aragonesos, passaren a ocupar llocs de responsabilitat a Aragó i a València. Finalment el decret establia que a partir d'aleshores els regnes d'Aragó i València s'haurien de governar amb unes institucions estructurades que «es governin i manegin en tot i per tot com les dues Cancelleries de Valladolid i Granada, observant literalment les mateixes regalies, lleis, pràctica, ordenances i costums que es guarden en aquestes, sense la menor distinció i diferència en res».
L'agost del 1707 es formà la Cancelleria de València tal com havia disposat el Reial Decret de 29-VI-1707, que després seria complementat per la Reial Cèdula de 7-X-1707, seguint l'estructura de les Chancillerias de Valladolid i Granada. Durant aquest període, Melchor Rafael de Macanaz fou nomenat jutge de Confiscacions i tingué confrontacions amb l'arquebisbe de València arran de les regalies. El sistema imposat a València fracassà per les friccions amb el capità general de València, i pel Reial Decret d'11-VI-1716 la Cancelleria de València fou reduïda a nivell de Reial Audiència tenint la mateixa planta que la Reial Audiència d'Aragó (borbònica). Com a òrgan de govern quedà presidida i subordinada al capità general de València i com a òrgan de justícia territorial estava presidida pel regent i subordinada a les resolucions del Consell de Castella. Com a òrgan de justícia estava constituïda per tres sales -dues per a assumptes civils i una per a criminals-, amb 4 oïdors a la sala del civil, 5 oïdors a la sala criminal, i un fiscal que posteriorment fou ampliat a 2. Al passar a tenir el mateix ordenament jurídic tant civil com criminal que els castellans, aquests deixaren d'esser estrangers a València i els funcionaris començaren a esser nomenats des de Madrid. La llengua de l'administració passà a esser el castellà, quedant-ne postergat el valencià.
- Reial Audiència de València (borbònica)
  - Institució: Reial Decret de 29-VI-1707 / Reial Cèdula de 7-X-1707 / Reial Decret d'11-VI-1716
  - Presidència: capità general de València, i en afers estrictament judicials el Regent.
  - Funcions: Com a òrgan de govern subordinada al capità general de València; com a òrgan de justícia territorial subordinada al Consell de Castella.
  - Composició: 1 Regent, 4 oïdors per als afers civils -en una sala, ampliada després a dos - i 5 oïdors per als criminals -una sala-, 1 fiscal. Posteriorment es creà una segon fiscalia.

### La contraofensiva austriacista
L'estiu de 1710, l'exèrcit austriacista, reorganitzat, reprèn les accions ofensives i venç als borbònics a la batalla d'Almenar i la batalla de Monte de Torrero, recuperant l'Aragó, i Carles III tornà a entrar a Madrid el 21 de setembre de 1710, però la impossibilitat de mantenir-la els obligà a retirar-se'n, i llavors foren vençuts pels borbònics a la batalla de Brihuega i la batalla de Villaviciosa de Tajuña; poc després, les tropes filipistes prengueren de nou l'Aragó.

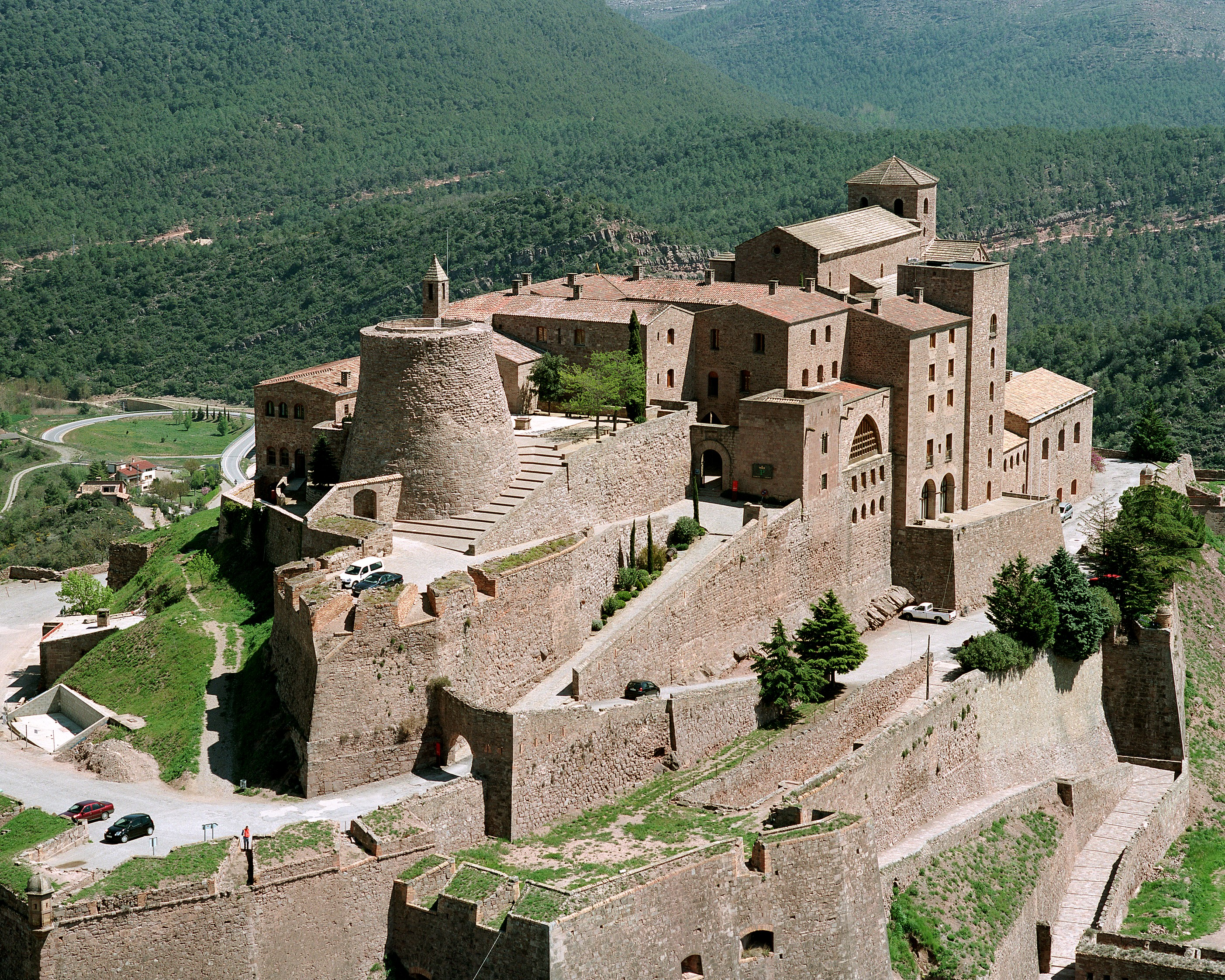
Castell de Cardona, darrer reducte de la resistència catalana a la invasió castellana de 1714

### La resistència de Catalunya (1713-1714)

#### Context
Després que, arran de la mort del seu germà Josep I, es va dirigir a Viena per esdevenir emperador, Carles d'Àustria va desentendre's dels regnes hispànics i es retirà cap a l'Imperi, i, per altra banda, les potències aliades van començar a considerar més convenient reconèixer Felip de Borbó com a rei d'Espanya. Així, es va arribar a la signatura del Tractat d'Utrecht (1713), en les discussions del qual no es van tenir en compte les peticions dels diplomàtics catalans de garantia de la continuïtat dels furs i institucions de Catalunya.
En el mateix moment d'entrar a València, poc després de la batalla d'Almansa, el duc de Berwick ja havia proclamat l'abolició dels furs de València, ja que, com a càstig per la seva rebel·lia, a partir d'aleshores els únics furs i privilegis que tindrien els valencians serien aquells que al rei li semblés bé concedir-los, amb la qual cosa es va suprimir de cop l'estat valencià que Jaume el Conqueridor havia creat després de la Conquesta. El 29 de juny de 1707, Felip V promulgà els Decrets de Nova Planta, que definien el nou règim que imposà als regnes d'Aragó i de València.
El 7 de juliol de 1713, representants de Felip V convidaren la ciutat de Barcelona a rendir-se; dos dies després, la Junta de Braços va decidir resistir com a única manera d'intentar salvar el sistema institucional català.
La proclamació pública de guerra va tenir lloc a les sis del matí del 9 juliol 1713 i l'endemà es va publicar un ban per llevar efectius per l'Exèrcit de Catalunya, sent les seves primeres unitats el Regiment de la Generalitat de Catalunya i el Regiment de la Ciutat de Barcelona. Per al càrrec de general comandant els Tres Comuns de Catalunya van nomenar el tinent mariscal Antoni de Villarroel i Peláez el 10 de juliol. i decidiren agrupar tots els combatents de la Catalunya interior sota el comandament d'Antoni Desvalls i de Vergós, marquès del Poal, militar de professió, germà del comandant de la plaça de Cardona, Manuel Desvalls i de Vergós, que faria de cap d'aquell exèrcit, tot i que qui el conduiria era Antoni. Gairebé un any sencer va estar actuant aquest exèrcit, el gruix principal a les comarques del Bages, Moianès, Lluçanès, Osona, Vallès Occidental, Vallès Oriental, Maresme, etc., però amb altres partides lluitant a la zona pirinenca, en terres gironines, al Penedès i a les comarques lleidatanes i tarragonines.

#### El duc de Pòpuli
Barcelona, on s'havien aplegat molts combatents valencians, fou assetjada el 25 de juliol de 1713 per les forces de Restayno Cantelmo Stuart, el duc de Pòpuli. S'escollí el general Villaroel, militar borbònic fins a l'ofensiva de 1710, comandant de l'exèrcit català ajudat, entre d'altres, pel valencià Joan Baptista Basset. La situació del Principat esdevingué progressivament més inestable per als borbònics a causa de les revoltes i l'aixecament de milers de persones arreu del país que lluitaren contra la invasió; així, l'Exèrcit de les Dues Corones fou incapaç d'aturar les guerrilles de la Plana de Vic i el Lluçanès, per la qual cosa el duc de Pòpuli hagué de mobilitzar tropes destinades al setge de Barcelona, fet que n'afeblí el bloqueig i permeté importants connexions entre la ciutat i la resistència de l'interior del país. A nivell marítim el setge fou ineficaç mentre fou possible l'arribada de queviures, pólvora i municions de Mallorca.
El 13 de juny de 1713, la conferència de Cervera, entre el comte de Königsegg per part austriacista i el marquès de Grimaldi pels borbònics, pretenia preparar un armistici mentre es procedís a l'evacuació de les tropes estrangeres decidida a Utrecht, i la capitulació de Barcelona i Tarragona, però la condició que les llibertats catalanes fossin mantingudes feu fracassar la conferència.
Davant que anaven anticipant la consumació de la traïció anglesa es va convocar a Barcelona el 30 de juny de 1713 una Junta de Braços (Junta de Braços) per deliberar si Catalunya havia de sotmetre a Felip V o prosseguir la guerra en solitari. El 5 de juliol el Braç Reial va emetre el seu veredicte proposant que es continués la guerra i el 6 de juliol va fer el mateix el Braç militar.
Entre el 9 d'agost i el 5 d'octubre del 1713 s'inicià l'Expedició del Braç Militar, encapçalada pel diputat militar Antoni de Berenguer i el general Rafael Nebot, els quals trencaren el setge de Barcelona i aconseguiren desembarcar a Arenys 300 genets i 300 fusellers amb l'objectiu de reorganitzar forces a l'interior del país; malgrat ser perseguits per 10.000 soldats borbònics organitzats en diferents columnes, i que arrasaven els pobles per on anaven passant, els expedicionaris acabaren reclutant uns 5.000 voluntaris, però els fou impossible organitzar una acció de socors a la ciutat. Tanmateix, aquest fracàs en l'intent d'atrapar Pòpuli entre dos focs consolidà la resistència a l'interior del país i reforçà la plaça de Cardona.
Després de la signatura del Tractat de Rastatt, que posà fi a la guerra entre França i Àustria, Lluís XIV s'implicà en la lluita contra la resistència catalana, considerada ara com una pura i simple rebel·lió, la qual cosa permetia executar els resistents capturats, que no ja podien pretendre ser considerats presoners de guerra; a més, com a mesura intimidatòria, les tropes de les Dues Corones (Espanya i França) incendiaren pobles sencers tal com ho feren a Sallent; per altra banda, els objectius dels canons usats pel duc de Pòpuli contra Barcelona no eren pas les instal·lacions militars sinó la població civil, la qual hagué de refugiar-se a la platja de Sant Bertran, al peu de Montjuïc, i a l'Arenal, a l'actual Barceloneta; llavors, el duc de Pòpuli arribà a demanar a l'almirall Jean Baptiste du Casse, que comandava l'estol del bloqueig marítim a la ciutat, que des del mar es bombardegessin aquelles platges per tal d'obligar la població a entrar de nou a la ciutat. Ducasse respongué que en tota la seva carrera militar no s'havia trobat en una situació igual i que no cometria aquella brutalitat sense una ordre expressa de Lluís XIV.
Aquest clima de terror, però, va dur molta gent a sumar-se a la resistència, dirigida per Bac de Roda, cap de voluntaris, Antoni Desvalls, marquès de Poal, membre del Braç Militar, i el general Josep Moragues, governador de Castellciutat. L'entrada a fons de França significà l'arribada de més soldats i armament per a ampliar el bloqueig marítim i terrestre de la ciutat i reforçar també les guarnicions de ciutats com Vic, Manresa, Martorell, Mataró, Ripoll, Lleida, Hostalric, Vilafranca, etc.

#### L'Exèrcit català de l'interior
El gener del 1714 el Consell de Cent de la ciutat de Barcelona, únic organisme nacional de poder existent en aquell moment, encarregà a Antoni Desvalls i de Vergós, Marquès del Poal, l'organització de l'exèrcit català de l'interior, que tenia la doble missió d'aplegar els combatents de l'interior de Catalunya (sometents locals, grups de miquelets en diferents graus d'organització a l'ordre d'austriacistes com Ermengol Amill o Joan Vilar i Ferrer, entre d'altres) i d'augmentar-ne els efectius per tal d'allargar la guerra i d'atacar pel darrere els assetjadors de Barcelona. L'allargament del conflicte bèl·lic suposava l'esperança, fundada per la política interior anglesa, del reingrés del Regne Unit en el conflicte, al costat del bàndol austriacista.
Aquest exèrcit, reunit a Monistrol de Calders, estengué les seves accions per tota la Catalunya central, principalment Moianès, Lluçanès, Bages, Solsonès, Berguedà Osona, Baix Llobregat i Anoia, amb connexió amb altres combatents de l'Alt i Baix Penedès, Conca de Barberà, Alt i Baix Camp, Priorat i Terres de l'Ebre. Els borbònics organitzaren, per evitar i frenar les seves accions, el Campo volante de Cataluña, sota les ordres de José Carrillo de Albornoz y Montiel, Conde de Montemar, amb el suport, principalment, dels brigadiers González i Vallejo. Fou un contínuum de petits combats en els territoris abans esmentats, que culminaren el 13 i 14 d'agost del 1714 en la batalla de Talamanca, que fou la darrera victòria en tota la història d'un exèrcit català.
El 30 de novembre de 1713, Rafael Casanova fou nomenat Conseller en Cap del Consell de Cent Barcelona, màxima autoritat de la ciutat. El càrrec duia aparellat el grau de coronel de la Coronela, la milícia ciutadana, que era la base més nombrosa de la guarnició, amb uns 4.700 membres que formaven part dels gremis professionals.

#### El duc de Berwick
El 6 de juliol de 1714, el duc de Berwick substituí el duc de Pòpuli com a comandant en cap de les forces que assetjaven Barcelona; amb el duc de Berwick venia també un fort contingent francès enviat per Lluís XIV en ajuda de Felip V, en el qual hi havia soldats i comandaments que s'havien distingit durant la guerra en la lluita contra els Aliats. A més a més, per controlar les revoltes populars de l'interior del país i protegir els espatlles dels assetjants Berwick amplià les forces d'ocupació, que s'elevava als 47.000. En total l'exèrcit borbònic arribava a l'extraordinària xifra de 86.000 efectius en un país que no arribava al mig milió d'habitants. Hi havia, si fa no fa, un soldat per família.
La carta de Felip V enviada a Berwick indica fins a quin punt interessava al monarca borbó la conquesta de la ciutat comtal:
Debiendo prometerme muy en breve la rendición de la plaza de Barcelona, he juzgado conveniente advertiros de mis intenciones. Estos rebeldes como tales están y son incursos en el mayor rigor de la guerra. Cualquiera gracia que experimenten será un mero efecto de piedad y conmiseración, por lo cual, si arrepentidos de su error, recurrieren antes de abrir la trinchera, pidiendo misericordia, no se la concederéis prontamente, pero les oiréis, y haciéndoles presente su rebeldía, y cuán indignos son de misericordia, los esperanzaréis de ella, ofreciendo interponeros conmigo para que logren a lo menos sus vidas, exceptuando si se puede de esta gracia (que será sólo lo que ofreceréis y nada más) los cabos principales. Si no se dieren por entendidos y dejaren levantar tierra, y abrir brecha, ya en este caso no los oiréis más capitulación que la de rendirse a discreción. Y si todavía aun en este caso mantuvieren precitos y llegare el caso de asalto, ya en él no son dignos, como comprenderéis, de la menor piedad, y deben experimentar el último rigor de la guerra a que deben quedar sujetos cualesquiera oficiales españoles que se hallan dentro
Tot i que Lluís XIV era més partidari de la prudència, Felip V estava disposat convertir Catalunya en un cementiri. Alguns historiadors, com ara Josep Maria Torras i Ribé, destaquen l'obsessió malaltissa que Felip V tingué contra Catalunya. Cartes com aquesta demostren la voluntat fèrria de Felip de sotmetre a Catalunya i els catalans. La repressió posterior fou l'exemple així com l'incompliment dels acords de capitulació són l'exemple més gràfic de l'obsessió del monarca contra els territoris de la corona d'Aragó. Amb tot, Berwick es prengué al peu de la lletra les indicacions de Felip V i inicià un setge a tota regla, seguint el mètode Vauban.
Finalment, Berwick decidí assaltar la ciutat el dia 12 d'agost, després d'haver patit unes 2.200 baixes en les feines d'ampliació, consolidació i excavació de les trinxeres; xifra espectacularment alta tenint en compte l'estat penós de les defenses i la fase en què es trobava el setge. Tot i que arribaren a controlar parcialment els dos baluards en una lluita molt aferrissada, Berwick tocà a retirada a causa de la dificultat d'entrar a la ciutat i les moltes baixes que estava provocant la lluita. La sagnia que significà aquell assalt per part dels borbònics feren repensar l'estratègia a Berwick, que planejà la conquesta per a l'endemà dels baluards de Santa Clara i el del Portal Nou amb la intenció d'anul·lar aquells punts avançats i poder afrontar un assalt amb més garanties. Així s'inicià la batalla del Baluard de Santa Clara que s'allargà durant els dies 13 i 14 d'agost del 1714 amb un resultat favorable als catalans, que després d'una lluita demencial i moltes baixes repel·liren l'enemic davant de la incredulitat dels alts comandaments filipistes.
Tot i que la Junta de Braços havia mobilitzat a tots els homes majors de 14 anys, la batalla del Baluard de Santa Clara produí importants baixes entre les tropes catalanes. Berwick decidí allargar unes setmanes més els bombardejos a les muralles per tal de fer més grans les bretxes i no exposar les seves tropes a les carnisseries dels dos assalts fallits. L'efectiu bloqueig marítim i la impossibilitat de trencar el setge per part del Marquès de Poal amb la resistència de l'exterior situà Barcelona al límit de les seves possibilitats. Les reserves de pólvora eren minses i l'aliment escassejava fins al punt que la gent moria d'inanició pels carrers. Davant la desesperada situació de la plaça, el duc de Berwick, comandant de les forces assaltants, proposà la rendició el 3 de setembre. Casanova, remarcant l'estat en què es trobaven i anunciant que la reserva de pólvora no cobria sinó les necessitats de dos o tres dies, exposà a l'assemblea de la Junta de Braços la conveniència de gestionar un armistici de dotze dies. Aquesta proposta no fou compartida per la majoria de membres de l'assemblea i, a través del Coronel Gregori Saavedra, s'envià als assetjants el següent text:
Els tres Comuns s'han ajuntat i considerat la proposició feta per un oficial dels enemics: responen que no volen oir ni admetre cap proposta de l'enemic
Arran d'aquesta decisió de la Junta de Braços, Villarroel dimití com a Tinent General de Barcelona tot i que durant l'assalt final de l'onze de setembre tornarà a agafar les regnes de la defensa de la ciutat.

#### El «cas dels catalans»

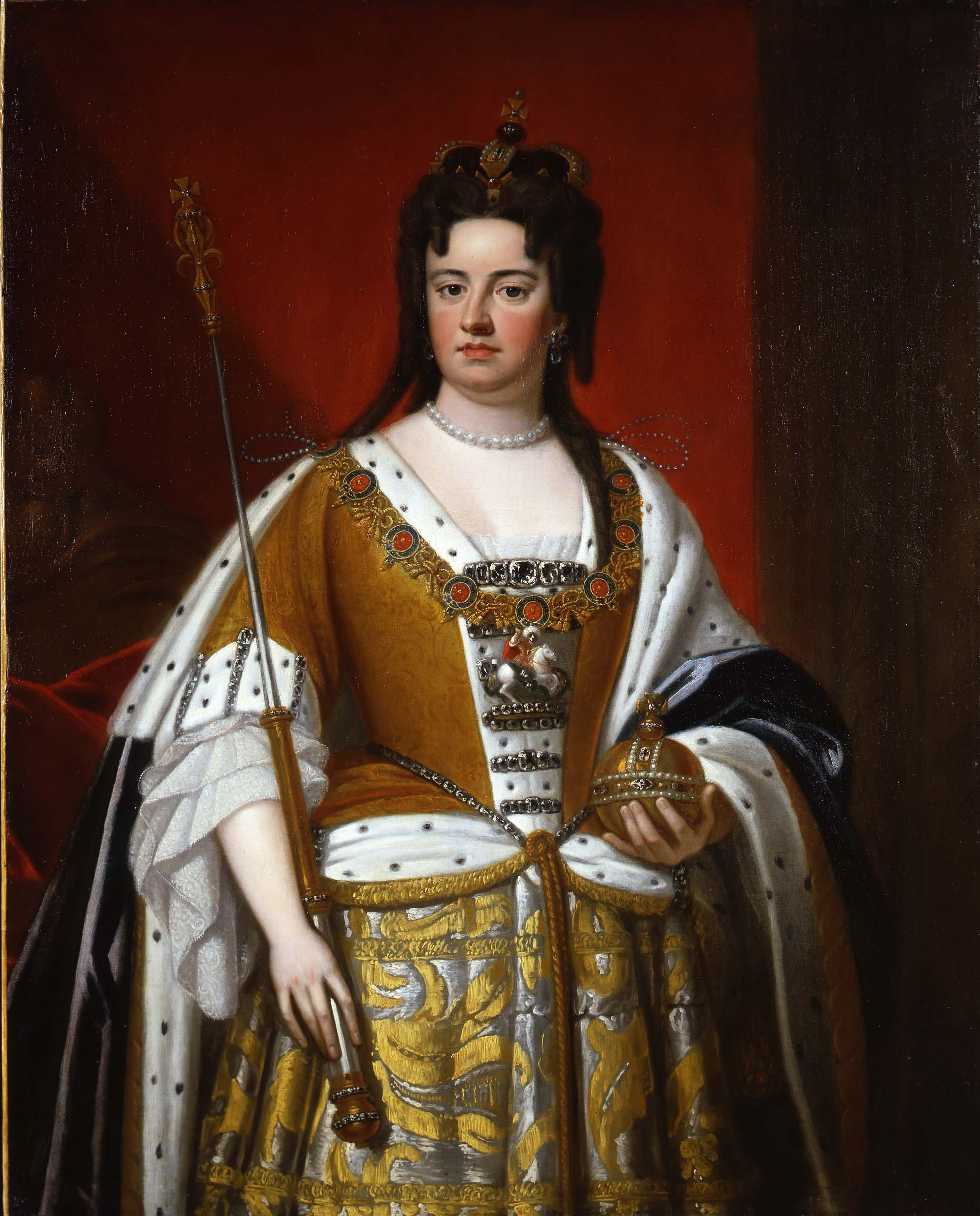
Retrat de la reina Anna d'Anglaterra, cap a l'any 1705.

Una vegada iniciades les negociacions a Utrecht la reina Anna d'Anglaterra —qui, segons Joaquim Albareda, "per motius d'honor i de consciència, se sentia obligada a reclamar tots els drets que gaudien els catalans quan els van incitar a posar-se sota el domini de la Casa d'Àustria"— va fer gestions a través del seu ambaixador a la cort de Madrid —quan encara no s'havia signat cap tractat— perquè Felip V concedís una amnistia general als austriacistes espanyols, i singularment als catalans, que a més havien de conservar les seves Constitucions. Tanmateix, la resposta de Felip va ser negativa i li va comunicar a l'ambaixador britànic «que la pau us és tan necessària com a nosaltres i no la voldreu trencar per una bagatela».
Finalment el secretari d'estat britànic, el vescomte de Bolingbroke, desitjós d'acabar amb la guerra, va claudicar davant l'obstinació de Felip V i va renunciar al fet que aquest es comprometés a mantenir les "llibertats" catalanes. Quan l'ambaixador dels Tres Comuns de Catalunya a Londres Pau Ignasi de Dalmases va tenir coneixement d'aquest canvi d'actitud del govern britànic va aconseguir que la reina Anna el rebés a títol individual el 28 de juny de 1713, però aquesta li va respondre que «havia fet el que havia pogut per Catalunya».
L'abandó dels catalans per Gran Bretanya va quedar plasmat dues setmanes després a l'article 13 del tractat de pau entre la Gran Bretanya i Espanya signat el 13 de juliol de 1713. En ell Felip V garantia vides i béns als catalans, però quant a les seves lleis i institucions pròpies només es comprometia al fet que tinguessin «tots aquells privilegis que posseeixen els habitants de les dues Castelles». El comte de la Corzana, un dels ambaixadors de Carles VI a Utrecht, va considerar l'acord tan «indecorós que el temps no esborrarà el sacrifici que el ministeri anglès fa d'Espanya i singularment de la Corona d'Aragó, i més en particular de Catalunya, a qui Anglaterra ha donat tantes seguretats de sostenir-los i emparar-los».
En les següents negociacions dutes a terme a Rastatt el «cas dels catalans» aviat es va convertir en la qüestió més difícil a resoldre, perquè Felip V estava desitjós d'aplicar a Catalunya i a Mallorca la "Nova Planta" que havia promulgat el 1707 per als "regnes rebels" de València i d'Aragó i que havia suposat la seva desaparició com a Estats. Així el 6 de març de 1714 es signava el tractat de Rastatt pel qual l'Imperi Austríac s'incorporava a la pau d'Utrecht, sense aconseguir el compromís de Felip V sobre el manteniment de les lleis i institucions pròpies del Principat de Catalunya i del regne de Mallorca que seguien sense ser sotmesos a la seva autoritat. La negativa a fer cap mena de concessió l'argumentava així Felip V en una carta remesa al seu avi Lluís XIV:
| « | No és per odi ni per sentiment de venjança pel que sempre m'he negat a aquesta restitució, sinó perquè significaria anul·lar la meva autoritat i exposar-me a revoltes contínues, fer reviure el que la seva rebel·lió ha extingit i que tantes vegades van experimentar els reis, els meus predecessors, que van quedar afeblits a causa de semblants rebel·lions que havien usurpat la seva autoritat. […] Si [Carles VI] s'ha compromès a favor dels catalans i dels mallorquins, ha fet malament i, en tot cas, ha de conformar-se de la mateixa manera que ho ha fet la reina d'Anglaterra, jutjant que els seus compromisos ja es veien satisfets amb la promesa que he fet de conservar-los els mateixos privilegis que als meus fidels castellans | » |

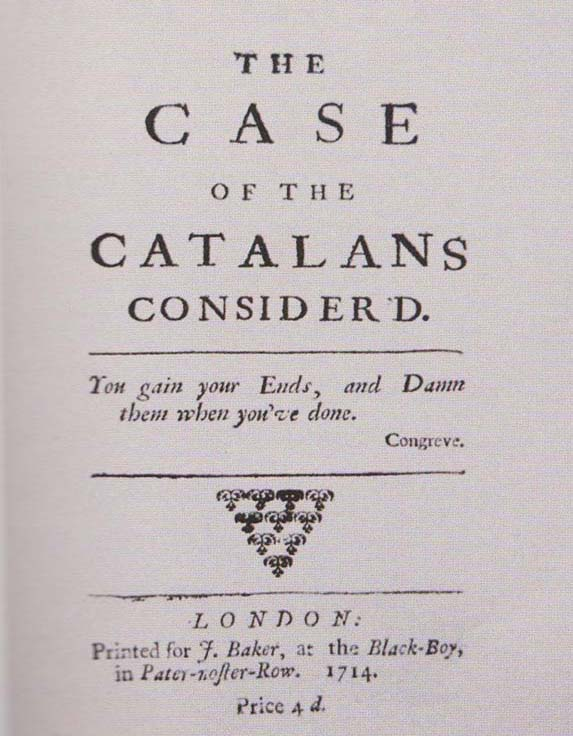
Els manifestos recordaven a Anglaterra el seu tractat d'aliança militar amb Catalunya i la traïció d'Utrecht.

El juliol del 1714 Bolingbroke també va rebutjar una última proposta del representant dels Tres Comuns de Catalunya a Londres Pau Ignasi de Dalmases perquè la reina Anna «prengui en dipòsit a Catalunya o almenys a Barcelona i Mallorca fins a la pau general sense deixar-les anar a ningú fins que mitjançant tractat s'adjudiquin i s'asseguri l'observança dels seus privilegis» —en referència a les negociacions que tenien lloc a Baden—, perquè això podria suposar la represa de la guerra. El corrent crític cap a la política britànica respecte dels aliats catalans i mallorquins es va plasmar a més dels debats parlamentaris en dues publicacions aparegudes entre març i setembre de 1714. A The Case of the Catalans Considered, després d'al·ludir repetidament a la responsabilitat contreta pels britànics en haver encoratjat als catalans a la rebel·lió i a la falta de suport que van tenir després quan van lluitar sols, es deia:
| « | Els seus avantpassats els van llegar els privilegis que gaudeixen des de fa segles. Ara han de renunciar a ells sense honor i han de deixar, després d'ells, una raça d'esclaus? No; prefereixen morir tots; o la mort o la llibertat, aquesta és la seva decidida elecció. [...] Totes aquestes qüestions toquen el cor de qualsevol ciutadà britànic generós quan considera el cas dels catalans... La paraula catalans no serà sinònim de la nostra deshonra? | » |

Per la seva banda, The Deplorable History of the Catalans, després de narrar el succeït durant la guerra, elogiava l'heroisme dels catalans: «ara el món ja compta amb un nou exemple de la influència que pot exercir la llibertat en ments generoses».

#### La Batalla de l'Onze de Setembre

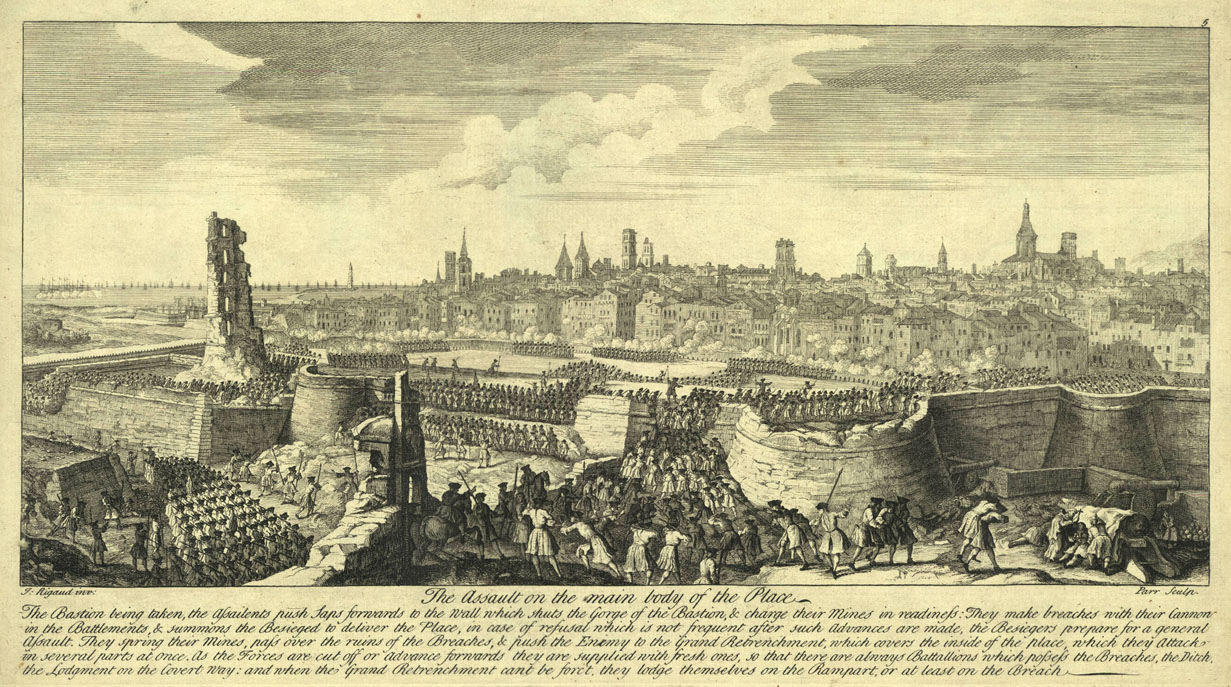
Assalt final de les tropes borbòniques sobre Barcelona l'11 de setembre de 1714.

El juliol del 1714 es va incorporar al setge de Barcelona un exèrcit francès al comandament del Duc de Berwick, amb el qual la desproporció de forces entre els contendents es va accentuar encara més. S'estima que uns 47.000 soldats borbònics ocupaven Catalunya i uns 39.000 envoltaven Barcelona. Enfront d'ells uns 5.400 resistents defensaven la ciutat, al comandament del general Antoni de Villarroel i Peláez i del conseller en cap Rafael Casanova, i les partides austriacistes que assetjaven als borbònics a l'interior de Catalunya no superarien els 13.000 homes. El setge per mar imposat per Berwick va fer que la situació a Barcelona fos insostenible, ja que el proveïment que fins llavors havia rebut des de Mallorca, Gènova, Sardenya i el nord d'Àfrica es va interrompre amb el qual el blat i els productes bàsics van començar a escassejar, inclosa la munició. A això es va unir el bombardeig continu iniciat a l'abril que va tenir efectes devastadors: van caure al voltant de 40.000 projectils que van destruir la tercera part dels edificis.
L'única esperança que li quedava a Barcelona era que arribés l'ajuda exterior i aquesta possibilitat es va obrir quan va morir la reina Anna d'Anglaterra l'1 d'agost i el seu successor Jordi I de la Gran Bretanya semblava disposat a donar un viratge a la política britànica sobre el "cas dels catalans". Així, el 18 de setembre el nou rei va rebre a la Haia, on es trobava camí de Londres per ser coronat, a l'ambaixador català Felip Ferran de Sacirera, a qui li va prometre que faria el possible per Catalunya, però temia que fos massa tard. En efecte, quan va arribar a Londres a la fi de mes ja es coneixia la notícia que el 12 de setembre de 1714 Barcelona havia capitulat.
El 3 de setembre de 1714 Berwick va donar un ultimàtum a Barcelona perquè es rendís però els resistents van decidir prosseguir la lluita, per la qual cosa a la matinada del 10 a l'11 de setembre es va produir l'assalt final a la ciutat per una bretxa de la muralla —que havia estat oberta feia dos mesos i que els resistents havien aconseguit defensar fins llavors—, lluitant cos a cos als carrers i a les cases. Els dos màxims dirigents Rafael Casanova i Antoni de Villarroel van caure ferits i a les dues de la tarda del 12 de setembre Barcelona va capitular. Es calcula que durant els catorze mesos de setge els defensors de la ciutat van tenir unes 7.000 baixes entre morts i ferits, mentre els assaltants van perdre més de 10.000 homes. El 13 de setembre les tropes borbòniques van ocupar Barcelona i cinc dies després, el 18, capitulava l'últim reducte de la Catalunya resistent, el castell de Cardona, defensat pel governador Manuel Desvalls.

#### El Decret de Nova Planta de Catalunya
Després de l'entrada de les tropes borbòniques a Barcelona, deixaren d'existir les institucions catalanes, i les forces d'ocupació constituïren una Junta Superior de Gobierno del Principado de Cataluña, la qual assumí el control del país.
El règim de terror i la repressió brutal que, després de la signatura del Tractat d'Utrecht, els borbònics havien començat a aplicar als territoris que dominaven es mantingué, pel cap baix, durant uns dos anys més, fins que, el 1716, Felip V va promulgar el Decret de Nova Planta, el qual definia les noves institucions de Catalunya.
Una de les mostres del caràcter repressiu del nou règim fou la construcció a Barcelona de la Fortalesa de la Ciutadella, operació per a la qual calgué destruir una gran part del barri de la Ribera, un dels més cèntrics i poblats de la ciutat. La gent que es va quedar sense casa per culpa de la construcció de la Ciutadella no sols no va rebre cap indemnització sinó que, a sobre, encara va ser obligada a col·laborar gratuïtament en la destrucció de casa seva i en l'edificació de la nova fortalesa.

## Franja de Ponent
El matrimoni de Ferran el Catòlic amb Isabel la Catòlica va produir la unió dinàstica dels seus regnes, però no la unió política, ja que aquests van conservar inicialment les seves institucions pròpies.
Al segle xvii, l'expulsió dels moriscs el 1610 tingué un gran ressò a la Franja, ja que eren un 20% de la població d'Aragó. Tanmateix, no totes les comarques patiria igualment: el Matarranya degué patir menys, ja que foren matarranyencs qui repoblaren el Baix Ebre després de l'expulsió. Un altre punt d'inversió era la Guerra dels Segadors, que creà grans canvis de població i colpejava la Llitera especialment fort. En conseqüència, les poblacions a l'est de la Llitera, que avui en dia no es consideren part de la comarca (Montsó, Binèfar, Albalat, Bellver i Ossó de Cinca, ente altres) passaren a tenir una població castellanoparlant.
Després de la derrota que significà la Guerra de la Successió, en la qual tota Aragó prengué partida pels austriacistes, el país fou subjecte a forts canvis d'administració i també a una forta introducció de la llengua castellana. Després de la Guerra de Successió, amb els Decrets de Nova Planta l'Aragó i València (1707) i Catalunya (1715), van perdre les seves institucions i la seva independència dins la monarquia hispànica. Un dels projectes que més afectà la Franja fou el canal de navegació i reg de l'Ebre entre Navarra i Tortosa, al segle xviii.

## Andorra

### Andorra als segles XV i XVI
L'any 1419 es crea el Consell de la Terra, origen del Consell General de les Valls a instàncies d'Andreu d'Alàs (Andreu Ortodó), emissari dels ciutadans de les Valls d'Andorra. S'atorga la facultat perquè els homes d'Andorra (només els 'caps' de les cases més importants) elegissin els seus representants en aquest Consell que es pot considerar com un dels Parlaments més antics d'Europa.
Al segle xv, canvien força les possessions de la Casa de Foix, fruit d'aliances, herències i llegats.
Joan I de Grally i Foix, fill d'Isabel de Foix i Arquimbald de Grailly, afegeix a les possessions de la Casa el Comtat de Bigorra el 1415.
Gaston IV, fill de Joan, i vescomte de Narbona, es casa el 1436 amb Elionor I de Navarra, filla de Joan II el Gran rei d'Aragó i de Navarra, i futura reina de Navarra.
El succeeix el seu net Francesc Febus l'any 1479, i en morir, hereta la seva germana Caterina, esdevenint reina de Navarra, comtessa de Foix i Bigorra, vescomtessa de Bearn i Castellbó. El 1484 Caterina de Foix es casà amb Joan d'Albret, i així la Casa dels Albret foren també coprínceps d'Andorra.
El 1512 Ferran II el Catòlic conquereix la part sud de Navarra i, després, s'apodera del vescomtat de Castellbò i de les Valls d'Andorra. Malgrat la donació que l'any següent feu el rei a la seva segona muller, Germana de Foix, en dot vitalici transformat en perpetu per Carles V (1519 i 1523), els andorrans continuen essent fidels i pagant regularment la qüèstia als reis de Navarra, comtes de Foix, segons es va establir en els pariatges.

### Unió dels drets de consenyoria dels comtes de Foix a la corona de França

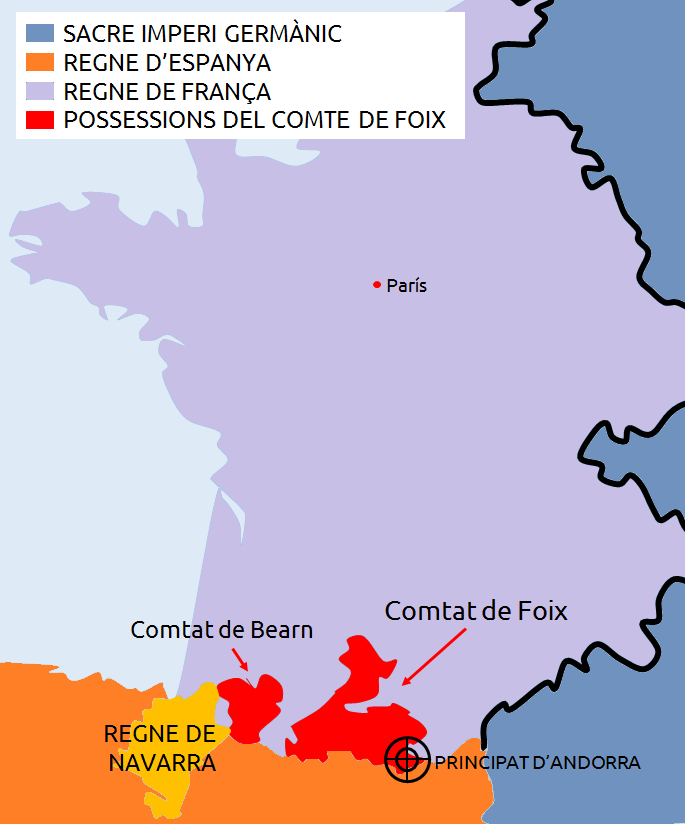
Possessions del Comte de Foix abans de la seva unió amb el Regne de Navarra.

Enric de Navarra, fill de Joana d'Albret i d'Antoni de Borbó, descendent de sant Lluís per branca paterna és reconegut per Enric III de Navarra i els estats-generals de Tours en virtut de la llei sàlica com a hereu legítim de la corona de França. L'any 1589, Enric de Navarra va esdevenir Enric IV, rei de França i de Navarra. Tanmateix, no va ésser consagrat fins després de la seva abjuració l'any 1593. L'any 1607, Enric IV uneix a la corona els drets de consenyoria dels comtes de Foix.

### Els seglesxviiiixix

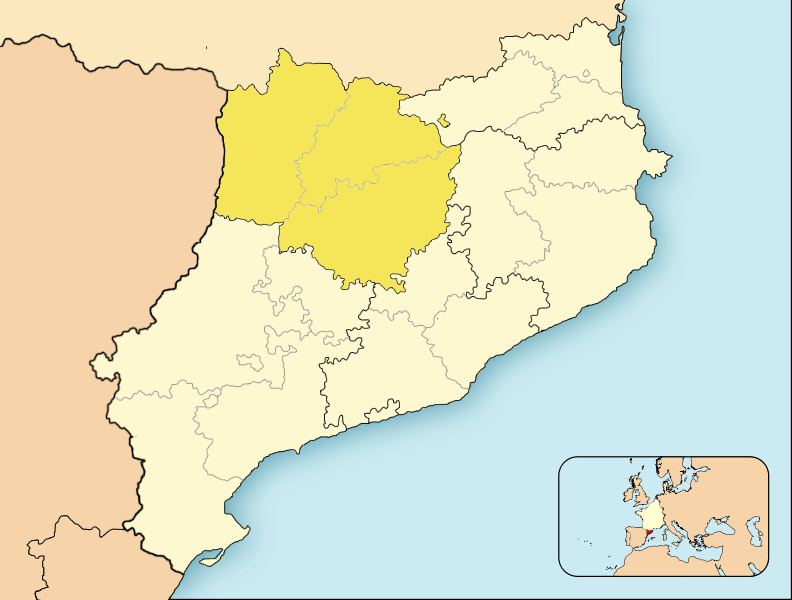
Andorra en l'Imperi Napoleònic (1812-1814).
Departament del Segre (Département du Sègre)

A començament del segle xviii, Andorra aconsegueix mantenir-se neutral en la Guerra de Successió Espanyola. El 1715, el bisbe d'Urgell, Simeó de Guinda, dicta diverses normes en què s'indicava als cònsols de les Valls d'Andorra no obeir cap ordre que no fos expedida pel rei de França o ell mateix, co-sobirans de les Valls d'Andorra, fets que asseguren aquesta actitud.
El 1748, Antoni Fiter i Rossell, doctor en dret i natural d'Ordino, recull els usos i costums d'Andorra en el Manual Digest. En aquest llibre hi ha transcrit tot allò que guardaven els arxius andorrans, començant pels documents de Carlemany i Lluís el Piadós.
El 1789 l'esclat de la Revolució Francesa col·loca Andorra entre dues potències, França i Espanya, contínuament enfrontades. Els revolucionaris francesos es van negar a mantenir el pariatge a causa del seu origen feudal i va quedar interromput, suspenent també les relacions amb els andorrans i la percepció dels seus tributs. Fou Napoleó qui, l'any 1806, restableix la tradició feudal i els drets de consenyoria de França sobre el Principat d'Andorra.
Andorra ha pogut mantenir la seva independència, excepte en curts períodes. Per exemple, de 1812 a 1814, quan l'Imperi Francès es va annexionar Catalunya i la va dividir en quatre departaments (Segre, Ter, Montserrat i Boques de l'Ebre), Andorra va formar part del districte de Puigcerdà, dins el Departament del Segre.
L'any 1866, Guillem de Plandolit i d'Areny, noble i ric propietari, encapçala la "Nova Reforma", que fou acceptada pel bisbe Josep Caixal i Estradé el 14 d'abril del 1866. Aquesta reforma profunda de les institucions concedeix una participació més activa del poble en el govern del país. El "Consell General" es compondrà de 24 consellers que elegeixen els síndics. Tres anys després el copríncep francès Napoleó III va ratificar la reforma.